# Campionato del mondo di scacchi 2010
Il campionato del mondo di scacchi 2010 è stato un incontro di dodici partite tra il campione mondiale in carica, l'indiano Viswanathan Anand, e il bulgaro Veselin Topalov. Anand si è confermato campione vincendo per 6,5-5,5, con tre vittorie contro le due del suo avversario, la decisiva delle quali all'ultima partita, con i pezzi neri.
Il tempo a disposizione dei giocatori era di due ore per le prime 40 mosse, un'ora per le successive 20 e 15 minuti per finire, più un incremento di 30 secondi a mossa; nel caso di parità erano previsti spareggi a tempo rapido.
Il match è stato organizzato dalla Kaissa Chess Management di Silvio Danailov e si è svolto dal 24 aprile al 12 maggio del 2010 nel Central Military Club di Sofia, in Bulgaria. Inizialmente la prima partita era programmata per il 23 aprile, ma a causa dell'eruzione dell'Eyjafjöll del 2010 e del conseguente annullamento di molti voli europei, Anand è stato costretto a viaggiare da Francoforte sul Meno a Sofia in automobile, chiedendo quindi di posporre il match di tre giorni; il 21 aprile la FIDE ha deciso di concedere un giorno di rinvio.
Il montepremi è stato di 2 milioni di euro, dei quali 1,2 milioni sono andati al vincitore e 800.000 allo sfidante. Il match è stato arbitrato da Panagiotis Nikopoulos (Grecia), coadiuvato da Werner Stubenvoll (Austria).

## Contesto
Dal 1993, il titolo mondiale di scacchi era diviso tra un titolo FIDE e uno "indipendente", prima appannaggio di Garri Kasparov e poi di Vladimir Kramnik. Nel 2006, la FIDE organizzò un match tra Veselin Topalov (campione del mondo della FIDE dopo il mondiale 2005) e Kramnik per riunificare il titolo mondiale. Poiché l'organizzazione (e i tornei di qualificazione) per il mondiale del 2007 erano già avviati, fu deciso che il vincitore del match avrebbe giocato nel mondiale 2007, che sarebbe stato un torneo tra otto giocatori nella forma del doppio girone all'italiana.
Kramnik vinse il match, di fatto estromettendo Topalov da ogni possibilità di partecipare al mondiale 2007. Nel giugno del 2007, la FIDE annunciò che Topalov avrebbe avuto dei privilegi nel corso del ciclo per il mondiale del 2009, dove avrebbe giocato contro il vincitore della Coppa del Mondo di scacchi 2007, per il diritto di sfidare Anand.

### Organizzazione
L'organizzazione di questo mondiale è stata molto problematica: inizialmente era previsto che il match degli sfidanti si svolgesse verso la fine del 2008, per poi portare ad un campionato mondiale nei primi sei mesi del 2009; l'accordo per la sfida tra Topalov (vincitore del mondiale FIDE 2005) e Kamskij (vincitore della Coppa del mondo di scacchi 2007) è stato invece raggiunto solo nel novembre 2008, ed il match si è svolto tra il 16 e il 28 febbraio 2009. Topalov ne è uscito vincitore, ottenendo il diritto di sfidare il campione in carica Anand.
Il match tra Anand e Topalov era previsto per l'autunno 2009, ma non essendo stata presentata alcuna offerta accettabile, solo nel novembre del 2009 il presidente della FIDE Iljumžinov ha potuto annunciare che il match si sarebbe svolto a Sofia tra l'aprile e il maggio del 2010.

## Match degli sfidanti
Il "match degli sfidanti" è stato un incontro di otto partite fra Topalov e Gata Kamskij, vincitore della Coppa del Mondo 2007, che si è svolto a Sofia, in Bulgaria, tra il 16 e il 28 febbraio 2009. Inizialmente il match era previsto a Leopoli, in Ucraina, con inizio il 28 novembre 2008, ma la sua organizzazione è stata a lungo in fase di stallo, venendo confermata (firmando il contratto) solamente il 18 novembre 2008, nel corso delle Olimpiadi degli scacchi.
Il match si è giocato al meglio delle otto partite; il tempo a disposizione dei giocatori era di due ore per le prime 40 mosse, un'ora per le successive 20 e 15 minuti per finire, più un incremento di 30 secondi a mossa a partire dalla sessantunesima. In caso di parità sarebbero stati disputati degli spareggi rapid.
Topalov, vincendo la settima partita e portandosi sul 4,5-2,5, ha vinto il match e si è aggiudicato il diritto a sfidare Anand.
|                 | 1 | 2 | 3 | 4 | 5 | 6 | 7 | 8 | Punti |
| --------------- | - | - | - | - | - | - | - | - | ----- |
| Veselin Topalov | ½ | 1 | ½ | 0 | 1 | ½ | 1 | - | 4,5   |
| Gata Kamskij    | ½ | 0 | ½ | 1 | 0 | ½ | 0 | - | 2,5   |

## Risultati
|                             | 1 | 2 | 3 | 4 | 5 | 6 | 7 | 8 | 9 | 10 | 11 | 12 | Punti |
| --------------------------- | - | - | - | - | - | - | - | - | - | -- | -- | -- | ----- |
| Viswanathan Anand ( India)  | 0 | 1 | ½ | 1 | ½ | ½ | ½ | 0 | ½ | ½  | ½  | 1  | 6,5   |
| Veselin Topalov ( Bulgaria) | 1 | 0 | ½ | 0 | ½ | ½ | ½ | 1 | ½ | ½  | ½  | 0  | 5,5   |

## Partite

### Partita 1, 24 aprile: Topalov-Anand 1-0
|   | a | b | c | d | e | f | g | h |   |
| 8 | a8 torre del nero · c8 alfiere del nero · f8 torre del nero · a7 pedone del nero · f7 re del nero · b6 pedone del nero · f6 pedone del nero · a5 cavallo del nero · e5 donna del nero · f5 pedone del bianco · g5 pedone del nero · h5 cavallo del bianco · d4 pedone del nero · e4 pedone del bianco · d3 alfiere del bianco · f3 torre del bianco · a2 pedone del bianco · d2 donna del bianco · g2 pedone del bianco · c1 torre del bianco · g1 re del bianco | a8 torre del nero · c8 alfiere del nero · f8 torre del nero · a7 pedone del nero · f7 re del nero · b6 pedone del nero · f6 pedone del nero · a5 cavallo del nero · e5 donna del nero · f5 pedone del bianco · g5 pedone del nero · h5 cavallo del bianco · d4 pedone del nero · e4 pedone del bianco · d3 alfiere del bianco · f3 torre del bianco · a2 pedone del bianco · d2 donna del bianco · g2 pedone del bianco · c1 torre del bianco · g1 re del bianco | a8 torre del nero · c8 alfiere del nero · f8 torre del nero · a7 pedone del nero · f7 re del nero · b6 pedone del nero · f6 pedone del nero · a5 cavallo del nero · e5 donna del nero · f5 pedone del bianco · g5 pedone del nero · h5 cavallo del bianco · d4 pedone del nero · e4 pedone del bianco · d3 alfiere del bianco · f3 torre del bianco · a2 pedone del bianco · d2 donna del bianco · g2 pedone del bianco · c1 torre del bianco · g1 re del bianco | a8 torre del nero · c8 alfiere del nero · f8 torre del nero · a7 pedone del nero · f7 re del nero · b6 pedone del nero · f6 pedone del nero · a5 cavallo del nero · e5 donna del nero · f5 pedone del bianco · g5 pedone del nero · h5 cavallo del bianco · d4 pedone del nero · e4 pedone del bianco · d3 alfiere del bianco · f3 torre del bianco · a2 pedone del bianco · d2 donna del bianco · g2 pedone del bianco · c1 torre del bianco · g1 re del bianco | a8 torre del nero · c8 alfiere del nero · f8 torre del nero · a7 pedone del nero · f7 re del nero · b6 pedone del nero · f6 pedone del nero · a5 cavallo del nero · e5 donna del nero · f5 pedone del bianco · g5 pedone del nero · h5 cavallo del bianco · d4 pedone del nero · e4 pedone del bianco · d3 alfiere del bianco · f3 torre del bianco · a2 pedone del bianco · d2 donna del bianco · g2 pedone del bianco · c1 torre del bianco · g1 re del bianco | a8 torre del nero · c8 alfiere del nero · f8 torre del nero · a7 pedone del nero · f7 re del nero · b6 pedone del nero · f6 pedone del nero · a5 cavallo del nero · e5 donna del nero · f5 pedone del bianco · g5 pedone del nero · h5 cavallo del bianco · d4 pedone del nero · e4 pedone del bianco · d3 alfiere del bianco · f3 torre del bianco · a2 pedone del bianco · d2 donna del bianco · g2 pedone del bianco · c1 torre del bianco · g1 re del bianco | a8 torre del nero · c8 alfiere del nero · f8 torre del nero · a7 pedone del nero · f7 re del nero · b6 pedone del nero · f6 pedone del nero · a5 cavallo del nero · e5 donna del nero · f5 pedone del bianco · g5 pedone del nero · h5 cavallo del bianco · d4 pedone del nero · e4 pedone del bianco · d3 alfiere del bianco · f3 torre del bianco · a2 pedone del bianco · d2 donna del bianco · g2 pedone del bianco · c1 torre del bianco · g1 re del bianco | a8 torre del nero · c8 alfiere del nero · f8 torre del nero · a7 pedone del nero · f7 re del nero · b6 pedone del nero · f6 pedone del nero · a5 cavallo del nero · e5 donna del nero · f5 pedone del bianco · g5 pedone del nero · h5 cavallo del bianco · d4 pedone del nero · e4 pedone del bianco · d3 alfiere del bianco · f3 torre del bianco · a2 pedone del bianco · d2 donna del bianco · g2 pedone del bianco · c1 torre del bianco · g1 re del bianco | 8 |
| 7 | a8 torre del nero · c8 alfiere del nero · f8 torre del nero · a7 pedone del nero · f7 re del nero · b6 pedone del nero · f6 pedone del nero · a5 cavallo del nero · e5 donna del nero · f5 pedone del bianco · g5 pedone del nero · h5 cavallo del bianco · d4 pedone del nero · e4 pedone del bianco · d3 alfiere del bianco · f3 torre del bianco · a2 pedone del bianco · d2 donna del bianco · g2 pedone del bianco · c1 torre del bianco · g1 re del bianco | a8 torre del nero · c8 alfiere del nero · f8 torre del nero · a7 pedone del nero · f7 re del nero · b6 pedone del nero · f6 pedone del nero · a5 cavallo del nero · e5 donna del nero · f5 pedone del bianco · g5 pedone del nero · h5 cavallo del bianco · d4 pedone del nero · e4 pedone del bianco · d3 alfiere del bianco · f3 torre del bianco · a2 pedone del bianco · d2 donna del bianco · g2 pedone del bianco · c1 torre del bianco · g1 re del bianco | a8 torre del nero · c8 alfiere del nero · f8 torre del nero · a7 pedone del nero · f7 re del nero · b6 pedone del nero · f6 pedone del nero · a5 cavallo del nero · e5 donna del nero · f5 pedone del bianco · g5 pedone del nero · h5 cavallo del bianco · d4 pedone del nero · e4 pedone del bianco · d3 alfiere del bianco · f3 torre del bianco · a2 pedone del bianco · d2 donna del bianco · g2 pedone del bianco · c1 torre del bianco · g1 re del bianco | a8 torre del nero · c8 alfiere del nero · f8 torre del nero · a7 pedone del nero · f7 re del nero · b6 pedone del nero · f6 pedone del nero · a5 cavallo del nero · e5 donna del nero · f5 pedone del bianco · g5 pedone del nero · h5 cavallo del bianco · d4 pedone del nero · e4 pedone del bianco · d3 alfiere del bianco · f3 torre del bianco · a2 pedone del bianco · d2 donna del bianco · g2 pedone del bianco · c1 torre del bianco · g1 re del bianco | a8 torre del nero · c8 alfiere del nero · f8 torre del nero · a7 pedone del nero · f7 re del nero · b6 pedone del nero · f6 pedone del nero · a5 cavallo del nero · e5 donna del nero · f5 pedone del bianco · g5 pedone del nero · h5 cavallo del bianco · d4 pedone del nero · e4 pedone del bianco · d3 alfiere del bianco · f3 torre del bianco · a2 pedone del bianco · d2 donna del bianco · g2 pedone del bianco · c1 torre del bianco · g1 re del bianco | a8 torre del nero · c8 alfiere del nero · f8 torre del nero · a7 pedone del nero · f7 re del nero · b6 pedone del nero · f6 pedone del nero · a5 cavallo del nero · e5 donna del nero · f5 pedone del bianco · g5 pedone del nero · h5 cavallo del bianco · d4 pedone del nero · e4 pedone del bianco · d3 alfiere del bianco · f3 torre del bianco · a2 pedone del bianco · d2 donna del bianco · g2 pedone del bianco · c1 torre del bianco · g1 re del bianco | a8 torre del nero · c8 alfiere del nero · f8 torre del nero · a7 pedone del nero · f7 re del nero · b6 pedone del nero · f6 pedone del nero · a5 cavallo del nero · e5 donna del nero · f5 pedone del bianco · g5 pedone del nero · h5 cavallo del bianco · d4 pedone del nero · e4 pedone del bianco · d3 alfiere del bianco · f3 torre del bianco · a2 pedone del bianco · d2 donna del bianco · g2 pedone del bianco · c1 torre del bianco · g1 re del bianco | a8 torre del nero · c8 alfiere del nero · f8 torre del nero · a7 pedone del nero · f7 re del nero · b6 pedone del nero · f6 pedone del nero · a5 cavallo del nero · e5 donna del nero · f5 pedone del bianco · g5 pedone del nero · h5 cavallo del bianco · d4 pedone del nero · e4 pedone del bianco · d3 alfiere del bianco · f3 torre del bianco · a2 pedone del bianco · d2 donna del bianco · g2 pedone del bianco · c1 torre del bianco · g1 re del bianco | 7 |
| 6 | a8 torre del nero · c8 alfiere del nero · f8 torre del nero · a7 pedone del nero · f7 re del nero · b6 pedone del nero · f6 pedone del nero · a5 cavallo del nero · e5 donna del nero · f5 pedone del bianco · g5 pedone del nero · h5 cavallo del bianco · d4 pedone del nero · e4 pedone del bianco · d3 alfiere del bianco · f3 torre del bianco · a2 pedone del bianco · d2 donna del bianco · g2 pedone del bianco · c1 torre del bianco · g1 re del bianco | a8 torre del nero · c8 alfiere del nero · f8 torre del nero · a7 pedone del nero · f7 re del nero · b6 pedone del nero · f6 pedone del nero · a5 cavallo del nero · e5 donna del nero · f5 pedone del bianco · g5 pedone del nero · h5 cavallo del bianco · d4 pedone del nero · e4 pedone del bianco · d3 alfiere del bianco · f3 torre del bianco · a2 pedone del bianco · d2 donna del bianco · g2 pedone del bianco · c1 torre del bianco · g1 re del bianco | a8 torre del nero · c8 alfiere del nero · f8 torre del nero · a7 pedone del nero · f7 re del nero · b6 pedone del nero · f6 pedone del nero · a5 cavallo del nero · e5 donna del nero · f5 pedone del bianco · g5 pedone del nero · h5 cavallo del bianco · d4 pedone del nero · e4 pedone del bianco · d3 alfiere del bianco · f3 torre del bianco · a2 pedone del bianco · d2 donna del bianco · g2 pedone del bianco · c1 torre del bianco · g1 re del bianco | a8 torre del nero · c8 alfiere del nero · f8 torre del nero · a7 pedone del nero · f7 re del nero · b6 pedone del nero · f6 pedone del nero · a5 cavallo del nero · e5 donna del nero · f5 pedone del bianco · g5 pedone del nero · h5 cavallo del bianco · d4 pedone del nero · e4 pedone del bianco · d3 alfiere del bianco · f3 torre del bianco · a2 pedone del bianco · d2 donna del bianco · g2 pedone del bianco · c1 torre del bianco · g1 re del bianco | a8 torre del nero · c8 alfiere del nero · f8 torre del nero · a7 pedone del nero · f7 re del nero · b6 pedone del nero · f6 pedone del nero · a5 cavallo del nero · e5 donna del nero · f5 pedone del bianco · g5 pedone del nero · h5 cavallo del bianco · d4 pedone del nero · e4 pedone del bianco · d3 alfiere del bianco · f3 torre del bianco · a2 pedone del bianco · d2 donna del bianco · g2 pedone del bianco · c1 torre del bianco · g1 re del bianco | a8 torre del nero · c8 alfiere del nero · f8 torre del nero · a7 pedone del nero · f7 re del nero · b6 pedone del nero · f6 pedone del nero · a5 cavallo del nero · e5 donna del nero · f5 pedone del bianco · g5 pedone del nero · h5 cavallo del bianco · d4 pedone del nero · e4 pedone del bianco · d3 alfiere del bianco · f3 torre del bianco · a2 pedone del bianco · d2 donna del bianco · g2 pedone del bianco · c1 torre del bianco · g1 re del bianco | a8 torre del nero · c8 alfiere del nero · f8 torre del nero · a7 pedone del nero · f7 re del nero · b6 pedone del nero · f6 pedone del nero · a5 cavallo del nero · e5 donna del nero · f5 pedone del bianco · g5 pedone del nero · h5 cavallo del bianco · d4 pedone del nero · e4 pedone del bianco · d3 alfiere del bianco · f3 torre del bianco · a2 pedone del bianco · d2 donna del bianco · g2 pedone del bianco · c1 torre del bianco · g1 re del bianco | a8 torre del nero · c8 alfiere del nero · f8 torre del nero · a7 pedone del nero · f7 re del nero · b6 pedone del nero · f6 pedone del nero · a5 cavallo del nero · e5 donna del nero · f5 pedone del bianco · g5 pedone del nero · h5 cavallo del bianco · d4 pedone del nero · e4 pedone del bianco · d3 alfiere del bianco · f3 torre del bianco · a2 pedone del bianco · d2 donna del bianco · g2 pedone del bianco · c1 torre del bianco · g1 re del bianco | 6 |
| 5 | a8 torre del nero · c8 alfiere del nero · f8 torre del nero · a7 pedone del nero · f7 re del nero · b6 pedone del nero · f6 pedone del nero · a5 cavallo del nero · e5 donna del nero · f5 pedone del bianco · g5 pedone del nero · h5 cavallo del bianco · d4 pedone del nero · e4 pedone del bianco · d3 alfiere del bianco · f3 torre del bianco · a2 pedone del bianco · d2 donna del bianco · g2 pedone del bianco · c1 torre del bianco · g1 re del bianco | a8 torre del nero · c8 alfiere del nero · f8 torre del nero · a7 pedone del nero · f7 re del nero · b6 pedone del nero · f6 pedone del nero · a5 cavallo del nero · e5 donna del nero · f5 pedone del bianco · g5 pedone del nero · h5 cavallo del bianco · d4 pedone del nero · e4 pedone del bianco · d3 alfiere del bianco · f3 torre del bianco · a2 pedone del bianco · d2 donna del bianco · g2 pedone del bianco · c1 torre del bianco · g1 re del bianco | a8 torre del nero · c8 alfiere del nero · f8 torre del nero · a7 pedone del nero · f7 re del nero · b6 pedone del nero · f6 pedone del nero · a5 cavallo del nero · e5 donna del nero · f5 pedone del bianco · g5 pedone del nero · h5 cavallo del bianco · d4 pedone del nero · e4 pedone del bianco · d3 alfiere del bianco · f3 torre del bianco · a2 pedone del bianco · d2 donna del bianco · g2 pedone del bianco · c1 torre del bianco · g1 re del bianco | a8 torre del nero · c8 alfiere del nero · f8 torre del nero · a7 pedone del nero · f7 re del nero · b6 pedone del nero · f6 pedone del nero · a5 cavallo del nero · e5 donna del nero · f5 pedone del bianco · g5 pedone del nero · h5 cavallo del bianco · d4 pedone del nero · e4 pedone del bianco · d3 alfiere del bianco · f3 torre del bianco · a2 pedone del bianco · d2 donna del bianco · g2 pedone del bianco · c1 torre del bianco · g1 re del bianco | a8 torre del nero · c8 alfiere del nero · f8 torre del nero · a7 pedone del nero · f7 re del nero · b6 pedone del nero · f6 pedone del nero · a5 cavallo del nero · e5 donna del nero · f5 pedone del bianco · g5 pedone del nero · h5 cavallo del bianco · d4 pedone del nero · e4 pedone del bianco · d3 alfiere del bianco · f3 torre del bianco · a2 pedone del bianco · d2 donna del bianco · g2 pedone del bianco · c1 torre del bianco · g1 re del bianco | a8 torre del nero · c8 alfiere del nero · f8 torre del nero · a7 pedone del nero · f7 re del nero · b6 pedone del nero · f6 pedone del nero · a5 cavallo del nero · e5 donna del nero · f5 pedone del bianco · g5 pedone del nero · h5 cavallo del bianco · d4 pedone del nero · e4 pedone del bianco · d3 alfiere del bianco · f3 torre del bianco · a2 pedone del bianco · d2 donna del bianco · g2 pedone del bianco · c1 torre del bianco · g1 re del bianco | a8 torre del nero · c8 alfiere del nero · f8 torre del nero · a7 pedone del nero · f7 re del nero · b6 pedone del nero · f6 pedone del nero · a5 cavallo del nero · e5 donna del nero · f5 pedone del bianco · g5 pedone del nero · h5 cavallo del bianco · d4 pedone del nero · e4 pedone del bianco · d3 alfiere del bianco · f3 torre del bianco · a2 pedone del bianco · d2 donna del bianco · g2 pedone del bianco · c1 torre del bianco · g1 re del bianco | a8 torre del nero · c8 alfiere del nero · f8 torre del nero · a7 pedone del nero · f7 re del nero · b6 pedone del nero · f6 pedone del nero · a5 cavallo del nero · e5 donna del nero · f5 pedone del bianco · g5 pedone del nero · h5 cavallo del bianco · d4 pedone del nero · e4 pedone del bianco · d3 alfiere del bianco · f3 torre del bianco · a2 pedone del bianco · d2 donna del bianco · g2 pedone del bianco · c1 torre del bianco · g1 re del bianco | 5 |
| 4 | a8 torre del nero · c8 alfiere del nero · f8 torre del nero · a7 pedone del nero · f7 re del nero · b6 pedone del nero · f6 pedone del nero · a5 cavallo del nero · e5 donna del nero · f5 pedone del bianco · g5 pedone del nero · h5 cavallo del bianco · d4 pedone del nero · e4 pedone del bianco · d3 alfiere del bianco · f3 torre del bianco · a2 pedone del bianco · d2 donna del bianco · g2 pedone del bianco · c1 torre del bianco · g1 re del bianco | a8 torre del nero · c8 alfiere del nero · f8 torre del nero · a7 pedone del nero · f7 re del nero · b6 pedone del nero · f6 pedone del nero · a5 cavallo del nero · e5 donna del nero · f5 pedone del bianco · g5 pedone del nero · h5 cavallo del bianco · d4 pedone del nero · e4 pedone del bianco · d3 alfiere del bianco · f3 torre del bianco · a2 pedone del bianco · d2 donna del bianco · g2 pedone del bianco · c1 torre del bianco · g1 re del bianco | a8 torre del nero · c8 alfiere del nero · f8 torre del nero · a7 pedone del nero · f7 re del nero · b6 pedone del nero · f6 pedone del nero · a5 cavallo del nero · e5 donna del nero · f5 pedone del bianco · g5 pedone del nero · h5 cavallo del bianco · d4 pedone del nero · e4 pedone del bianco · d3 alfiere del bianco · f3 torre del bianco · a2 pedone del bianco · d2 donna del bianco · g2 pedone del bianco · c1 torre del bianco · g1 re del bianco | a8 torre del nero · c8 alfiere del nero · f8 torre del nero · a7 pedone del nero · f7 re del nero · b6 pedone del nero · f6 pedone del nero · a5 cavallo del nero · e5 donna del nero · f5 pedone del bianco · g5 pedone del nero · h5 cavallo del bianco · d4 pedone del nero · e4 pedone del bianco · d3 alfiere del bianco · f3 torre del bianco · a2 pedone del bianco · d2 donna del bianco · g2 pedone del bianco · c1 torre del bianco · g1 re del bianco | a8 torre del nero · c8 alfiere del nero · f8 torre del nero · a7 pedone del nero · f7 re del nero · b6 pedone del nero · f6 pedone del nero · a5 cavallo del nero · e5 donna del nero · f5 pedone del bianco · g5 pedone del nero · h5 cavallo del bianco · d4 pedone del nero · e4 pedone del bianco · d3 alfiere del bianco · f3 torre del bianco · a2 pedone del bianco · d2 donna del bianco · g2 pedone del bianco · c1 torre del bianco · g1 re del bianco | a8 torre del nero · c8 alfiere del nero · f8 torre del nero · a7 pedone del nero · f7 re del nero · b6 pedone del nero · f6 pedone del nero · a5 cavallo del nero · e5 donna del nero · f5 pedone del bianco · g5 pedone del nero · h5 cavallo del bianco · d4 pedone del nero · e4 pedone del bianco · d3 alfiere del bianco · f3 torre del bianco · a2 pedone del bianco · d2 donna del bianco · g2 pedone del bianco · c1 torre del bianco · g1 re del bianco | a8 torre del nero · c8 alfiere del nero · f8 torre del nero · a7 pedone del nero · f7 re del nero · b6 pedone del nero · f6 pedone del nero · a5 cavallo del nero · e5 donna del nero · f5 pedone del bianco · g5 pedone del nero · h5 cavallo del bianco · d4 pedone del nero · e4 pedone del bianco · d3 alfiere del bianco · f3 torre del bianco · a2 pedone del bianco · d2 donna del bianco · g2 pedone del bianco · c1 torre del bianco · g1 re del bianco | a8 torre del nero · c8 alfiere del nero · f8 torre del nero · a7 pedone del nero · f7 re del nero · b6 pedone del nero · f6 pedone del nero · a5 cavallo del nero · e5 donna del nero · f5 pedone del bianco · g5 pedone del nero · h5 cavallo del bianco · d4 pedone del nero · e4 pedone del bianco · d3 alfiere del bianco · f3 torre del bianco · a2 pedone del bianco · d2 donna del bianco · g2 pedone del bianco · c1 torre del bianco · g1 re del bianco | 4 |
| 3 | a8 torre del nero · c8 alfiere del nero · f8 torre del nero · a7 pedone del nero · f7 re del nero · b6 pedone del nero · f6 pedone del nero · a5 cavallo del nero · e5 donna del nero · f5 pedone del bianco · g5 pedone del nero · h5 cavallo del bianco · d4 pedone del nero · e4 pedone del bianco · d3 alfiere del bianco · f3 torre del bianco · a2 pedone del bianco · d2 donna del bianco · g2 pedone del bianco · c1 torre del bianco · g1 re del bianco | a8 torre del nero · c8 alfiere del nero · f8 torre del nero · a7 pedone del nero · f7 re del nero · b6 pedone del nero · f6 pedone del nero · a5 cavallo del nero · e5 donna del nero · f5 pedone del bianco · g5 pedone del nero · h5 cavallo del bianco · d4 pedone del nero · e4 pedone del bianco · d3 alfiere del bianco · f3 torre del bianco · a2 pedone del bianco · d2 donna del bianco · g2 pedone del bianco · c1 torre del bianco · g1 re del bianco | a8 torre del nero · c8 alfiere del nero · f8 torre del nero · a7 pedone del nero · f7 re del nero · b6 pedone del nero · f6 pedone del nero · a5 cavallo del nero · e5 donna del nero · f5 pedone del bianco · g5 pedone del nero · h5 cavallo del bianco · d4 pedone del nero · e4 pedone del bianco · d3 alfiere del bianco · f3 torre del bianco · a2 pedone del bianco · d2 donna del bianco · g2 pedone del bianco · c1 torre del bianco · g1 re del bianco | a8 torre del nero · c8 alfiere del nero · f8 torre del nero · a7 pedone del nero · f7 re del nero · b6 pedone del nero · f6 pedone del nero · a5 cavallo del nero · e5 donna del nero · f5 pedone del bianco · g5 pedone del nero · h5 cavallo del bianco · d4 pedone del nero · e4 pedone del bianco · d3 alfiere del bianco · f3 torre del bianco · a2 pedone del bianco · d2 donna del bianco · g2 pedone del bianco · c1 torre del bianco · g1 re del bianco | a8 torre del nero · c8 alfiere del nero · f8 torre del nero · a7 pedone del nero · f7 re del nero · b6 pedone del nero · f6 pedone del nero · a5 cavallo del nero · e5 donna del nero · f5 pedone del bianco · g5 pedone del nero · h5 cavallo del bianco · d4 pedone del nero · e4 pedone del bianco · d3 alfiere del bianco · f3 torre del bianco · a2 pedone del bianco · d2 donna del bianco · g2 pedone del bianco · c1 torre del bianco · g1 re del bianco | a8 torre del nero · c8 alfiere del nero · f8 torre del nero · a7 pedone del nero · f7 re del nero · b6 pedone del nero · f6 pedone del nero · a5 cavallo del nero · e5 donna del nero · f5 pedone del bianco · g5 pedone del nero · h5 cavallo del bianco · d4 pedone del nero · e4 pedone del bianco · d3 alfiere del bianco · f3 torre del bianco · a2 pedone del bianco · d2 donna del bianco · g2 pedone del bianco · c1 torre del bianco · g1 re del bianco | a8 torre del nero · c8 alfiere del nero · f8 torre del nero · a7 pedone del nero · f7 re del nero · b6 pedone del nero · f6 pedone del nero · a5 cavallo del nero · e5 donna del nero · f5 pedone del bianco · g5 pedone del nero · h5 cavallo del bianco · d4 pedone del nero · e4 pedone del bianco · d3 alfiere del bianco · f3 torre del bianco · a2 pedone del bianco · d2 donna del bianco · g2 pedone del bianco · c1 torre del bianco · g1 re del bianco | a8 torre del nero · c8 alfiere del nero · f8 torre del nero · a7 pedone del nero · f7 re del nero · b6 pedone del nero · f6 pedone del nero · a5 cavallo del nero · e5 donna del nero · f5 pedone del bianco · g5 pedone del nero · h5 cavallo del bianco · d4 pedone del nero · e4 pedone del bianco · d3 alfiere del bianco · f3 torre del bianco · a2 pedone del bianco · d2 donna del bianco · g2 pedone del bianco · c1 torre del bianco · g1 re del bianco | 3 |
| 2 | a8 torre del nero · c8 alfiere del nero · f8 torre del nero · a7 pedone del nero · f7 re del nero · b6 pedone del nero · f6 pedone del nero · a5 cavallo del nero · e5 donna del nero · f5 pedone del bianco · g5 pedone del nero · h5 cavallo del bianco · d4 pedone del nero · e4 pedone del bianco · d3 alfiere del bianco · f3 torre del bianco · a2 pedone del bianco · d2 donna del bianco · g2 pedone del bianco · c1 torre del bianco · g1 re del bianco | a8 torre del nero · c8 alfiere del nero · f8 torre del nero · a7 pedone del nero · f7 re del nero · b6 pedone del nero · f6 pedone del nero · a5 cavallo del nero · e5 donna del nero · f5 pedone del bianco · g5 pedone del nero · h5 cavallo del bianco · d4 pedone del nero · e4 pedone del bianco · d3 alfiere del bianco · f3 torre del bianco · a2 pedone del bianco · d2 donna del bianco · g2 pedone del bianco · c1 torre del bianco · g1 re del bianco | a8 torre del nero · c8 alfiere del nero · f8 torre del nero · a7 pedone del nero · f7 re del nero · b6 pedone del nero · f6 pedone del nero · a5 cavallo del nero · e5 donna del nero · f5 pedone del bianco · g5 pedone del nero · h5 cavallo del bianco · d4 pedone del nero · e4 pedone del bianco · d3 alfiere del bianco · f3 torre del bianco · a2 pedone del bianco · d2 donna del bianco · g2 pedone del bianco · c1 torre del bianco · g1 re del bianco | a8 torre del nero · c8 alfiere del nero · f8 torre del nero · a7 pedone del nero · f7 re del nero · b6 pedone del nero · f6 pedone del nero · a5 cavallo del nero · e5 donna del nero · f5 pedone del bianco · g5 pedone del nero · h5 cavallo del bianco · d4 pedone del nero · e4 pedone del bianco · d3 alfiere del bianco · f3 torre del bianco · a2 pedone del bianco · d2 donna del bianco · g2 pedone del bianco · c1 torre del bianco · g1 re del bianco | a8 torre del nero · c8 alfiere del nero · f8 torre del nero · a7 pedone del nero · f7 re del nero · b6 pedone del nero · f6 pedone del nero · a5 cavallo del nero · e5 donna del nero · f5 pedone del bianco · g5 pedone del nero · h5 cavallo del bianco · d4 pedone del nero · e4 pedone del bianco · d3 alfiere del bianco · f3 torre del bianco · a2 pedone del bianco · d2 donna del bianco · g2 pedone del bianco · c1 torre del bianco · g1 re del bianco | a8 torre del nero · c8 alfiere del nero · f8 torre del nero · a7 pedone del nero · f7 re del nero · b6 pedone del nero · f6 pedone del nero · a5 cavallo del nero · e5 donna del nero · f5 pedone del bianco · g5 pedone del nero · h5 cavallo del bianco · d4 pedone del nero · e4 pedone del bianco · d3 alfiere del bianco · f3 torre del bianco · a2 pedone del bianco · d2 donna del bianco · g2 pedone del bianco · c1 torre del bianco · g1 re del bianco | a8 torre del nero · c8 alfiere del nero · f8 torre del nero · a7 pedone del nero · f7 re del nero · b6 pedone del nero · f6 pedone del nero · a5 cavallo del nero · e5 donna del nero · f5 pedone del bianco · g5 pedone del nero · h5 cavallo del bianco · d4 pedone del nero · e4 pedone del bianco · d3 alfiere del bianco · f3 torre del bianco · a2 pedone del bianco · d2 donna del bianco · g2 pedone del bianco · c1 torre del bianco · g1 re del bianco | a8 torre del nero · c8 alfiere del nero · f8 torre del nero · a7 pedone del nero · f7 re del nero · b6 pedone del nero · f6 pedone del nero · a5 cavallo del nero · e5 donna del nero · f5 pedone del bianco · g5 pedone del nero · h5 cavallo del bianco · d4 pedone del nero · e4 pedone del bianco · d3 alfiere del bianco · f3 torre del bianco · a2 pedone del bianco · d2 donna del bianco · g2 pedone del bianco · c1 torre del bianco · g1 re del bianco | 2 |
| 1 | a8 torre del nero · c8 alfiere del nero · f8 torre del nero · a7 pedone del nero · f7 re del nero · b6 pedone del nero · f6 pedone del nero · a5 cavallo del nero · e5 donna del nero · f5 pedone del bianco · g5 pedone del nero · h5 cavallo del bianco · d4 pedone del nero · e4 pedone del bianco · d3 alfiere del bianco · f3 torre del bianco · a2 pedone del bianco · d2 donna del bianco · g2 pedone del bianco · c1 torre del bianco · g1 re del bianco | a8 torre del nero · c8 alfiere del nero · f8 torre del nero · a7 pedone del nero · f7 re del nero · b6 pedone del nero · f6 pedone del nero · a5 cavallo del nero · e5 donna del nero · f5 pedone del bianco · g5 pedone del nero · h5 cavallo del bianco · d4 pedone del nero · e4 pedone del bianco · d3 alfiere del bianco · f3 torre del bianco · a2 pedone del bianco · d2 donna del bianco · g2 pedone del bianco · c1 torre del bianco · g1 re del bianco | a8 torre del nero · c8 alfiere del nero · f8 torre del nero · a7 pedone del nero · f7 re del nero · b6 pedone del nero · f6 pedone del nero · a5 cavallo del nero · e5 donna del nero · f5 pedone del bianco · g5 pedone del nero · h5 cavallo del bianco · d4 pedone del nero · e4 pedone del bianco · d3 alfiere del bianco · f3 torre del bianco · a2 pedone del bianco · d2 donna del bianco · g2 pedone del bianco · c1 torre del bianco · g1 re del bianco | a8 torre del nero · c8 alfiere del nero · f8 torre del nero · a7 pedone del nero · f7 re del nero · b6 pedone del nero · f6 pedone del nero · a5 cavallo del nero · e5 donna del nero · f5 pedone del bianco · g5 pedone del nero · h5 cavallo del bianco · d4 pedone del nero · e4 pedone del bianco · d3 alfiere del bianco · f3 torre del bianco · a2 pedone del bianco · d2 donna del bianco · g2 pedone del bianco · c1 torre del bianco · g1 re del bianco | a8 torre del nero · c8 alfiere del nero · f8 torre del nero · a7 pedone del nero · f7 re del nero · b6 pedone del nero · f6 pedone del nero · a5 cavallo del nero · e5 donna del nero · f5 pedone del bianco · g5 pedone del nero · h5 cavallo del bianco · d4 pedone del nero · e4 pedone del bianco · d3 alfiere del bianco · f3 torre del bianco · a2 pedone del bianco · d2 donna del bianco · g2 pedone del bianco · c1 torre del bianco · g1 re del bianco | a8 torre del nero · c8 alfiere del nero · f8 torre del nero · a7 pedone del nero · f7 re del nero · b6 pedone del nero · f6 pedone del nero · a5 cavallo del nero · e5 donna del nero · f5 pedone del bianco · g5 pedone del nero · h5 cavallo del bianco · d4 pedone del nero · e4 pedone del bianco · d3 alfiere del bianco · f3 torre del bianco · a2 pedone del bianco · d2 donna del bianco · g2 pedone del bianco · c1 torre del bianco · g1 re del bianco | a8 torre del nero · c8 alfiere del nero · f8 torre del nero · a7 pedone del nero · f7 re del nero · b6 pedone del nero · f6 pedone del nero · a5 cavallo del nero · e5 donna del nero · f5 pedone del bianco · g5 pedone del nero · h5 cavallo del bianco · d4 pedone del nero · e4 pedone del bianco · d3 alfiere del bianco · f3 torre del bianco · a2 pedone del bianco · d2 donna del bianco · g2 pedone del bianco · c1 torre del bianco · g1 re del bianco | a8 torre del nero · c8 alfiere del nero · f8 torre del nero · a7 pedone del nero · f7 re del nero · b6 pedone del nero · f6 pedone del nero · a5 cavallo del nero · e5 donna del nero · f5 pedone del bianco · g5 pedone del nero · h5 cavallo del bianco · d4 pedone del nero · e4 pedone del bianco · d3 alfiere del bianco · f3 torre del bianco · a2 pedone del bianco · d2 donna del bianco · g2 pedone del bianco · c1 torre del bianco · g1 re del bianco | 1 |
|   | a | b | c | d | e | f | g | h |   |

Nella prima partita Anand ha giocato la difesa Grünfeld, ed entrambi i giocatori hanno seguito per quasi 20 mosse la loro preparazione, giocandole molto rapidamente. Topalov ha iniziato un attacco compromettendosi con 20.Ch5(?) e 23.Tf3, dopo cui Anand ha giocato 23...Rf7 (invece della più corretta 23...Bd7), consentendo a Topalov il sacrificio 24.Cxf6!, dopo il quale 25.Th3 sfrutta la passività dei pezzi neri ad ovest.
1.d4 Cf6 2.c4 g6 3.Cc3 d5 4.cxd5 Cxd5 5.e4 Cxc3 6.bxc3 Ag7 7.Ac4 c5 8.Ce2 Cc6 9.Ae3 O-O 10.O-O Ca5 11.Ad3 b6 12.Dd2 e5 13.Ah6 cxd4 14.Axg7 Rxg7 15.cxd4 exd4 16.Tac1 Dd6 17.f4 f6 18.f5 De5 19.Cf4 g5 20.Ch5 Rg8 21.h4 h6 22.hxg5 hxg5 23.Tf3 Rf7 24.Cxf6 Rxf6 25.Th3 Tg8 26.Th6+ Rf7 27.Th7+ Re8 28.Tcc7 Rd8 29.Ab5 Dxe4 30.Txc8+ 1-0

### Partita 2, 25 aprile: Anand-Topalov 1-0
In una partita catalana, Anand ha offerto un pedone per l'iniziativa; dopo una novità dubbia, forse giocata per far uscire Topalov dalla preparazione (15.Da3), il bianco ha gradualmente migliorato la sua posizione (grazie anche ad alcune imprecisioni del nero come 25...Ce3), sfruttando le Torri sulle colonne b e c e raggiungendo infine un finale vinto.
1.d4 Cf6 2.c4 e6 3.Cf3 d5 4.g3 dxc4 5.Ag2 a6 6.Ce5 c5 7.Ca3 cxd4 8.Caxc4 Ac5 9.O-O O-O 10.Ad2 Cd5 11.Tc1 Cd7 12.Cd3 Aa7 13.Aa5 De7 14.Db3 Tb8 15.Da3 Dxa3 16.bxa3 C7f6 17.Cce5 Te8 18.Tc2 b6 19.Ad2 Ab7 20.Tfc1 Tbd8 21.f4 Ab8 22.a4 a5 23.Cc6 Axc6 24.Txc6 h5 25.T1c4 Ce3 26.Axe3 dxe3 27.Af3 g6 28.Txb6 Aa7 29.Tb3 Td4 30.Tc7 Ab8 31.Tc5 Ad6 32.Txa5 Tc8 33.Rg2 Tc2 34.a3 Ta2 35.Cb4 Axb4 36.axb4 Cd5 37.b5 Taxa4 38.Txa4 Txa4 39.Axd5 exd5 40.b6 Ta8 41.b7 Tb8 42.Rf3 d4 43.Re4 1-0

### Partita 3, 27 aprile: Topalov-Anand ½-½
Anand sceglie la difesa slava, più solida rispetto alla Grünfeld della prima partita, ottenendo una posizione solo di poco inferiore a quella del bianco. Topalov ha tentato un attacco sul lato di donna, ma il nero ha proseguito semplicemente con lo sviluppo, e dopo il cambio degli alfieri camposcuro si è avuta una posizione pari, e la partita è terminata per tripla ripetizione di mosse.
1.d4 d5 2.c4 c6 3.Cf3 Cf6 4.Cc3 dxc4 5.a4 Af5 6.Ce5 e6 7.f3 c5 8.e4 Ag6 9.Ae3 cxd4 10.Dxd4 Dxd4 11.Axd4 Cfd7 12.Cxd7 Cxd7 13.Axc4 a6 14.Tc1 Tg8 15.h4 h6 16.Re2 Ad6 17.h5 Ah7 18.a5 Re7 19.Ca4 f6 20.b4 Tgc8 21.Ac5 Axc5 22.bxc5 Tc7 23.Cb6 Td8 24.Cxd7 Tdxd7 25.Ad3 Ag8 26.c6 Td6 27.cxb7 Txb7 28.Tc3 Af7 29.Re3 Ae8 30.g4 e5 31.Thc1 Ad7 32.Tc5 Ab5 33.Axb5 axb5 34.Tb1 b4 35.Tb3 Ta6 36.Rd3 Tba7 37.Txb4 Txa5 38.Txa5 Txa5 39.Tb7+ Rf8 40.Re2 Ta2+ 41.Re3 Ta3+ 42.Rf2 Ta2+ 43.Re3 Ta3+ 44.Rf2 Ta2+ 45.Re3 Ta3+ 46.Rf2 ½-½

### Partita 4, 28 aprile: Anand-Topalov 1-0
|   | a | b | c | d | e | f | g | h |   |
| 8 | d8 torre del nero · f8 torre del nero · g8 re del nero · a7 donna del nero · a6 cavallo del nero · d6 cavallo del bianco · e6 pedone del nero · f6 pedone del nero · h6 donna del bianco · a5 pedone del nero · e5 pedone del bianco · a4 pedone del nero · b4 cavallo del nero · g3 pedone del bianco · b2 pedone del bianco · f2 pedone del bianco · g2 alfiere del nero · h2 pedone del bianco · c1 torre del bianco · d1 torre del bianco · g1 re del bianco | d8 torre del nero · f8 torre del nero · g8 re del nero · a7 donna del nero · a6 cavallo del nero · d6 cavallo del bianco · e6 pedone del nero · f6 pedone del nero · h6 donna del bianco · a5 pedone del nero · e5 pedone del bianco · a4 pedone del nero · b4 cavallo del nero · g3 pedone del bianco · b2 pedone del bianco · f2 pedone del bianco · g2 alfiere del nero · h2 pedone del bianco · c1 torre del bianco · d1 torre del bianco · g1 re del bianco | d8 torre del nero · f8 torre del nero · g8 re del nero · a7 donna del nero · a6 cavallo del nero · d6 cavallo del bianco · e6 pedone del nero · f6 pedone del nero · h6 donna del bianco · a5 pedone del nero · e5 pedone del bianco · a4 pedone del nero · b4 cavallo del nero · g3 pedone del bianco · b2 pedone del bianco · f2 pedone del bianco · g2 alfiere del nero · h2 pedone del bianco · c1 torre del bianco · d1 torre del bianco · g1 re del bianco | d8 torre del nero · f8 torre del nero · g8 re del nero · a7 donna del nero · a6 cavallo del nero · d6 cavallo del bianco · e6 pedone del nero · f6 pedone del nero · h6 donna del bianco · a5 pedone del nero · e5 pedone del bianco · a4 pedone del nero · b4 cavallo del nero · g3 pedone del bianco · b2 pedone del bianco · f2 pedone del bianco · g2 alfiere del nero · h2 pedone del bianco · c1 torre del bianco · d1 torre del bianco · g1 re del bianco | d8 torre del nero · f8 torre del nero · g8 re del nero · a7 donna del nero · a6 cavallo del nero · d6 cavallo del bianco · e6 pedone del nero · f6 pedone del nero · h6 donna del bianco · a5 pedone del nero · e5 pedone del bianco · a4 pedone del nero · b4 cavallo del nero · g3 pedone del bianco · b2 pedone del bianco · f2 pedone del bianco · g2 alfiere del nero · h2 pedone del bianco · c1 torre del bianco · d1 torre del bianco · g1 re del bianco | d8 torre del nero · f8 torre del nero · g8 re del nero · a7 donna del nero · a6 cavallo del nero · d6 cavallo del bianco · e6 pedone del nero · f6 pedone del nero · h6 donna del bianco · a5 pedone del nero · e5 pedone del bianco · a4 pedone del nero · b4 cavallo del nero · g3 pedone del bianco · b2 pedone del bianco · f2 pedone del bianco · g2 alfiere del nero · h2 pedone del bianco · c1 torre del bianco · d1 torre del bianco · g1 re del bianco | d8 torre del nero · f8 torre del nero · g8 re del nero · a7 donna del nero · a6 cavallo del nero · d6 cavallo del bianco · e6 pedone del nero · f6 pedone del nero · h6 donna del bianco · a5 pedone del nero · e5 pedone del bianco · a4 pedone del nero · b4 cavallo del nero · g3 pedone del bianco · b2 pedone del bianco · f2 pedone del bianco · g2 alfiere del nero · h2 pedone del bianco · c1 torre del bianco · d1 torre del bianco · g1 re del bianco | d8 torre del nero · f8 torre del nero · g8 re del nero · a7 donna del nero · a6 cavallo del nero · d6 cavallo del bianco · e6 pedone del nero · f6 pedone del nero · h6 donna del bianco · a5 pedone del nero · e5 pedone del bianco · a4 pedone del nero · b4 cavallo del nero · g3 pedone del bianco · b2 pedone del bianco · f2 pedone del bianco · g2 alfiere del nero · h2 pedone del bianco · c1 torre del bianco · d1 torre del bianco · g1 re del bianco | 8 |
| 7 | d8 torre del nero · f8 torre del nero · g8 re del nero · a7 donna del nero · a6 cavallo del nero · d6 cavallo del bianco · e6 pedone del nero · f6 pedone del nero · h6 donna del bianco · a5 pedone del nero · e5 pedone del bianco · a4 pedone del nero · b4 cavallo del nero · g3 pedone del bianco · b2 pedone del bianco · f2 pedone del bianco · g2 alfiere del nero · h2 pedone del bianco · c1 torre del bianco · d1 torre del bianco · g1 re del bianco | d8 torre del nero · f8 torre del nero · g8 re del nero · a7 donna del nero · a6 cavallo del nero · d6 cavallo del bianco · e6 pedone del nero · f6 pedone del nero · h6 donna del bianco · a5 pedone del nero · e5 pedone del bianco · a4 pedone del nero · b4 cavallo del nero · g3 pedone del bianco · b2 pedone del bianco · f2 pedone del bianco · g2 alfiere del nero · h2 pedone del bianco · c1 torre del bianco · d1 torre del bianco · g1 re del bianco | d8 torre del nero · f8 torre del nero · g8 re del nero · a7 donna del nero · a6 cavallo del nero · d6 cavallo del bianco · e6 pedone del nero · f6 pedone del nero · h6 donna del bianco · a5 pedone del nero · e5 pedone del bianco · a4 pedone del nero · b4 cavallo del nero · g3 pedone del bianco · b2 pedone del bianco · f2 pedone del bianco · g2 alfiere del nero · h2 pedone del bianco · c1 torre del bianco · d1 torre del bianco · g1 re del bianco | d8 torre del nero · f8 torre del nero · g8 re del nero · a7 donna del nero · a6 cavallo del nero · d6 cavallo del bianco · e6 pedone del nero · f6 pedone del nero · h6 donna del bianco · a5 pedone del nero · e5 pedone del bianco · a4 pedone del nero · b4 cavallo del nero · g3 pedone del bianco · b2 pedone del bianco · f2 pedone del bianco · g2 alfiere del nero · h2 pedone del bianco · c1 torre del bianco · d1 torre del bianco · g1 re del bianco | d8 torre del nero · f8 torre del nero · g8 re del nero · a7 donna del nero · a6 cavallo del nero · d6 cavallo del bianco · e6 pedone del nero · f6 pedone del nero · h6 donna del bianco · a5 pedone del nero · e5 pedone del bianco · a4 pedone del nero · b4 cavallo del nero · g3 pedone del bianco · b2 pedone del bianco · f2 pedone del bianco · g2 alfiere del nero · h2 pedone del bianco · c1 torre del bianco · d1 torre del bianco · g1 re del bianco | d8 torre del nero · f8 torre del nero · g8 re del nero · a7 donna del nero · a6 cavallo del nero · d6 cavallo del bianco · e6 pedone del nero · f6 pedone del nero · h6 donna del bianco · a5 pedone del nero · e5 pedone del bianco · a4 pedone del nero · b4 cavallo del nero · g3 pedone del bianco · b2 pedone del bianco · f2 pedone del bianco · g2 alfiere del nero · h2 pedone del bianco · c1 torre del bianco · d1 torre del bianco · g1 re del bianco | d8 torre del nero · f8 torre del nero · g8 re del nero · a7 donna del nero · a6 cavallo del nero · d6 cavallo del bianco · e6 pedone del nero · f6 pedone del nero · h6 donna del bianco · a5 pedone del nero · e5 pedone del bianco · a4 pedone del nero · b4 cavallo del nero · g3 pedone del bianco · b2 pedone del bianco · f2 pedone del bianco · g2 alfiere del nero · h2 pedone del bianco · c1 torre del bianco · d1 torre del bianco · g1 re del bianco | d8 torre del nero · f8 torre del nero · g8 re del nero · a7 donna del nero · a6 cavallo del nero · d6 cavallo del bianco · e6 pedone del nero · f6 pedone del nero · h6 donna del bianco · a5 pedone del nero · e5 pedone del bianco · a4 pedone del nero · b4 cavallo del nero · g3 pedone del bianco · b2 pedone del bianco · f2 pedone del bianco · g2 alfiere del nero · h2 pedone del bianco · c1 torre del bianco · d1 torre del bianco · g1 re del bianco | 7 |
| 6 | d8 torre del nero · f8 torre del nero · g8 re del nero · a7 donna del nero · a6 cavallo del nero · d6 cavallo del bianco · e6 pedone del nero · f6 pedone del nero · h6 donna del bianco · a5 pedone del nero · e5 pedone del bianco · a4 pedone del nero · b4 cavallo del nero · g3 pedone del bianco · b2 pedone del bianco · f2 pedone del bianco · g2 alfiere del nero · h2 pedone del bianco · c1 torre del bianco · d1 torre del bianco · g1 re del bianco | d8 torre del nero · f8 torre del nero · g8 re del nero · a7 donna del nero · a6 cavallo del nero · d6 cavallo del bianco · e6 pedone del nero · f6 pedone del nero · h6 donna del bianco · a5 pedone del nero · e5 pedone del bianco · a4 pedone del nero · b4 cavallo del nero · g3 pedone del bianco · b2 pedone del bianco · f2 pedone del bianco · g2 alfiere del nero · h2 pedone del bianco · c1 torre del bianco · d1 torre del bianco · g1 re del bianco | d8 torre del nero · f8 torre del nero · g8 re del nero · a7 donna del nero · a6 cavallo del nero · d6 cavallo del bianco · e6 pedone del nero · f6 pedone del nero · h6 donna del bianco · a5 pedone del nero · e5 pedone del bianco · a4 pedone del nero · b4 cavallo del nero · g3 pedone del bianco · b2 pedone del bianco · f2 pedone del bianco · g2 alfiere del nero · h2 pedone del bianco · c1 torre del bianco · d1 torre del bianco · g1 re del bianco | d8 torre del nero · f8 torre del nero · g8 re del nero · a7 donna del nero · a6 cavallo del nero · d6 cavallo del bianco · e6 pedone del nero · f6 pedone del nero · h6 donna del bianco · a5 pedone del nero · e5 pedone del bianco · a4 pedone del nero · b4 cavallo del nero · g3 pedone del bianco · b2 pedone del bianco · f2 pedone del bianco · g2 alfiere del nero · h2 pedone del bianco · c1 torre del bianco · d1 torre del bianco · g1 re del bianco | d8 torre del nero · f8 torre del nero · g8 re del nero · a7 donna del nero · a6 cavallo del nero · d6 cavallo del bianco · e6 pedone del nero · f6 pedone del nero · h6 donna del bianco · a5 pedone del nero · e5 pedone del bianco · a4 pedone del nero · b4 cavallo del nero · g3 pedone del bianco · b2 pedone del bianco · f2 pedone del bianco · g2 alfiere del nero · h2 pedone del bianco · c1 torre del bianco · d1 torre del bianco · g1 re del bianco | d8 torre del nero · f8 torre del nero · g8 re del nero · a7 donna del nero · a6 cavallo del nero · d6 cavallo del bianco · e6 pedone del nero · f6 pedone del nero · h6 donna del bianco · a5 pedone del nero · e5 pedone del bianco · a4 pedone del nero · b4 cavallo del nero · g3 pedone del bianco · b2 pedone del bianco · f2 pedone del bianco · g2 alfiere del nero · h2 pedone del bianco · c1 torre del bianco · d1 torre del bianco · g1 re del bianco | d8 torre del nero · f8 torre del nero · g8 re del nero · a7 donna del nero · a6 cavallo del nero · d6 cavallo del bianco · e6 pedone del nero · f6 pedone del nero · h6 donna del bianco · a5 pedone del nero · e5 pedone del bianco · a4 pedone del nero · b4 cavallo del nero · g3 pedone del bianco · b2 pedone del bianco · f2 pedone del bianco · g2 alfiere del nero · h2 pedone del bianco · c1 torre del bianco · d1 torre del bianco · g1 re del bianco | d8 torre del nero · f8 torre del nero · g8 re del nero · a7 donna del nero · a6 cavallo del nero · d6 cavallo del bianco · e6 pedone del nero · f6 pedone del nero · h6 donna del bianco · a5 pedone del nero · e5 pedone del bianco · a4 pedone del nero · b4 cavallo del nero · g3 pedone del bianco · b2 pedone del bianco · f2 pedone del bianco · g2 alfiere del nero · h2 pedone del bianco · c1 torre del bianco · d1 torre del bianco · g1 re del bianco | 6 |
| 5 | d8 torre del nero · f8 torre del nero · g8 re del nero · a7 donna del nero · a6 cavallo del nero · d6 cavallo del bianco · e6 pedone del nero · f6 pedone del nero · h6 donna del bianco · a5 pedone del nero · e5 pedone del bianco · a4 pedone del nero · b4 cavallo del nero · g3 pedone del bianco · b2 pedone del bianco · f2 pedone del bianco · g2 alfiere del nero · h2 pedone del bianco · c1 torre del bianco · d1 torre del bianco · g1 re del bianco | d8 torre del nero · f8 torre del nero · g8 re del nero · a7 donna del nero · a6 cavallo del nero · d6 cavallo del bianco · e6 pedone del nero · f6 pedone del nero · h6 donna del bianco · a5 pedone del nero · e5 pedone del bianco · a4 pedone del nero · b4 cavallo del nero · g3 pedone del bianco · b2 pedone del bianco · f2 pedone del bianco · g2 alfiere del nero · h2 pedone del bianco · c1 torre del bianco · d1 torre del bianco · g1 re del bianco | d8 torre del nero · f8 torre del nero · g8 re del nero · a7 donna del nero · a6 cavallo del nero · d6 cavallo del bianco · e6 pedone del nero · f6 pedone del nero · h6 donna del bianco · a5 pedone del nero · e5 pedone del bianco · a4 pedone del nero · b4 cavallo del nero · g3 pedone del bianco · b2 pedone del bianco · f2 pedone del bianco · g2 alfiere del nero · h2 pedone del bianco · c1 torre del bianco · d1 torre del bianco · g1 re del bianco | d8 torre del nero · f8 torre del nero · g8 re del nero · a7 donna del nero · a6 cavallo del nero · d6 cavallo del bianco · e6 pedone del nero · f6 pedone del nero · h6 donna del bianco · a5 pedone del nero · e5 pedone del bianco · a4 pedone del nero · b4 cavallo del nero · g3 pedone del bianco · b2 pedone del bianco · f2 pedone del bianco · g2 alfiere del nero · h2 pedone del bianco · c1 torre del bianco · d1 torre del bianco · g1 re del bianco | d8 torre del nero · f8 torre del nero · g8 re del nero · a7 donna del nero · a6 cavallo del nero · d6 cavallo del bianco · e6 pedone del nero · f6 pedone del nero · h6 donna del bianco · a5 pedone del nero · e5 pedone del bianco · a4 pedone del nero · b4 cavallo del nero · g3 pedone del bianco · b2 pedone del bianco · f2 pedone del bianco · g2 alfiere del nero · h2 pedone del bianco · c1 torre del bianco · d1 torre del bianco · g1 re del bianco | d8 torre del nero · f8 torre del nero · g8 re del nero · a7 donna del nero · a6 cavallo del nero · d6 cavallo del bianco · e6 pedone del nero · f6 pedone del nero · h6 donna del bianco · a5 pedone del nero · e5 pedone del bianco · a4 pedone del nero · b4 cavallo del nero · g3 pedone del bianco · b2 pedone del bianco · f2 pedone del bianco · g2 alfiere del nero · h2 pedone del bianco · c1 torre del bianco · d1 torre del bianco · g1 re del bianco | d8 torre del nero · f8 torre del nero · g8 re del nero · a7 donna del nero · a6 cavallo del nero · d6 cavallo del bianco · e6 pedone del nero · f6 pedone del nero · h6 donna del bianco · a5 pedone del nero · e5 pedone del bianco · a4 pedone del nero · b4 cavallo del nero · g3 pedone del bianco · b2 pedone del bianco · f2 pedone del bianco · g2 alfiere del nero · h2 pedone del bianco · c1 torre del bianco · d1 torre del bianco · g1 re del bianco | d8 torre del nero · f8 torre del nero · g8 re del nero · a7 donna del nero · a6 cavallo del nero · d6 cavallo del bianco · e6 pedone del nero · f6 pedone del nero · h6 donna del bianco · a5 pedone del nero · e5 pedone del bianco · a4 pedone del nero · b4 cavallo del nero · g3 pedone del bianco · b2 pedone del bianco · f2 pedone del bianco · g2 alfiere del nero · h2 pedone del bianco · c1 torre del bianco · d1 torre del bianco · g1 re del bianco | 5 |
| 4 | d8 torre del nero · f8 torre del nero · g8 re del nero · a7 donna del nero · a6 cavallo del nero · d6 cavallo del bianco · e6 pedone del nero · f6 pedone del nero · h6 donna del bianco · a5 pedone del nero · e5 pedone del bianco · a4 pedone del nero · b4 cavallo del nero · g3 pedone del bianco · b2 pedone del bianco · f2 pedone del bianco · g2 alfiere del nero · h2 pedone del bianco · c1 torre del bianco · d1 torre del bianco · g1 re del bianco | d8 torre del nero · f8 torre del nero · g8 re del nero · a7 donna del nero · a6 cavallo del nero · d6 cavallo del bianco · e6 pedone del nero · f6 pedone del nero · h6 donna del bianco · a5 pedone del nero · e5 pedone del bianco · a4 pedone del nero · b4 cavallo del nero · g3 pedone del bianco · b2 pedone del bianco · f2 pedone del bianco · g2 alfiere del nero · h2 pedone del bianco · c1 torre del bianco · d1 torre del bianco · g1 re del bianco | d8 torre del nero · f8 torre del nero · g8 re del nero · a7 donna del nero · a6 cavallo del nero · d6 cavallo del bianco · e6 pedone del nero · f6 pedone del nero · h6 donna del bianco · a5 pedone del nero · e5 pedone del bianco · a4 pedone del nero · b4 cavallo del nero · g3 pedone del bianco · b2 pedone del bianco · f2 pedone del bianco · g2 alfiere del nero · h2 pedone del bianco · c1 torre del bianco · d1 torre del bianco · g1 re del bianco | d8 torre del nero · f8 torre del nero · g8 re del nero · a7 donna del nero · a6 cavallo del nero · d6 cavallo del bianco · e6 pedone del nero · f6 pedone del nero · h6 donna del bianco · a5 pedone del nero · e5 pedone del bianco · a4 pedone del nero · b4 cavallo del nero · g3 pedone del bianco · b2 pedone del bianco · f2 pedone del bianco · g2 alfiere del nero · h2 pedone del bianco · c1 torre del bianco · d1 torre del bianco · g1 re del bianco | d8 torre del nero · f8 torre del nero · g8 re del nero · a7 donna del nero · a6 cavallo del nero · d6 cavallo del bianco · e6 pedone del nero · f6 pedone del nero · h6 donna del bianco · a5 pedone del nero · e5 pedone del bianco · a4 pedone del nero · b4 cavallo del nero · g3 pedone del bianco · b2 pedone del bianco · f2 pedone del bianco · g2 alfiere del nero · h2 pedone del bianco · c1 torre del bianco · d1 torre del bianco · g1 re del bianco | d8 torre del nero · f8 torre del nero · g8 re del nero · a7 donna del nero · a6 cavallo del nero · d6 cavallo del bianco · e6 pedone del nero · f6 pedone del nero · h6 donna del bianco · a5 pedone del nero · e5 pedone del bianco · a4 pedone del nero · b4 cavallo del nero · g3 pedone del bianco · b2 pedone del bianco · f2 pedone del bianco · g2 alfiere del nero · h2 pedone del bianco · c1 torre del bianco · d1 torre del bianco · g1 re del bianco | d8 torre del nero · f8 torre del nero · g8 re del nero · a7 donna del nero · a6 cavallo del nero · d6 cavallo del bianco · e6 pedone del nero · f6 pedone del nero · h6 donna del bianco · a5 pedone del nero · e5 pedone del bianco · a4 pedone del nero · b4 cavallo del nero · g3 pedone del bianco · b2 pedone del bianco · f2 pedone del bianco · g2 alfiere del nero · h2 pedone del bianco · c1 torre del bianco · d1 torre del bianco · g1 re del bianco | d8 torre del nero · f8 torre del nero · g8 re del nero · a7 donna del nero · a6 cavallo del nero · d6 cavallo del bianco · e6 pedone del nero · f6 pedone del nero · h6 donna del bianco · a5 pedone del nero · e5 pedone del bianco · a4 pedone del nero · b4 cavallo del nero · g3 pedone del bianco · b2 pedone del bianco · f2 pedone del bianco · g2 alfiere del nero · h2 pedone del bianco · c1 torre del bianco · d1 torre del bianco · g1 re del bianco | 4 |
| 3 | d8 torre del nero · f8 torre del nero · g8 re del nero · a7 donna del nero · a6 cavallo del nero · d6 cavallo del bianco · e6 pedone del nero · f6 pedone del nero · h6 donna del bianco · a5 pedone del nero · e5 pedone del bianco · a4 pedone del nero · b4 cavallo del nero · g3 pedone del bianco · b2 pedone del bianco · f2 pedone del bianco · g2 alfiere del nero · h2 pedone del bianco · c1 torre del bianco · d1 torre del bianco · g1 re del bianco | d8 torre del nero · f8 torre del nero · g8 re del nero · a7 donna del nero · a6 cavallo del nero · d6 cavallo del bianco · e6 pedone del nero · f6 pedone del nero · h6 donna del bianco · a5 pedone del nero · e5 pedone del bianco · a4 pedone del nero · b4 cavallo del nero · g3 pedone del bianco · b2 pedone del bianco · f2 pedone del bianco · g2 alfiere del nero · h2 pedone del bianco · c1 torre del bianco · d1 torre del bianco · g1 re del bianco | d8 torre del nero · f8 torre del nero · g8 re del nero · a7 donna del nero · a6 cavallo del nero · d6 cavallo del bianco · e6 pedone del nero · f6 pedone del nero · h6 donna del bianco · a5 pedone del nero · e5 pedone del bianco · a4 pedone del nero · b4 cavallo del nero · g3 pedone del bianco · b2 pedone del bianco · f2 pedone del bianco · g2 alfiere del nero · h2 pedone del bianco · c1 torre del bianco · d1 torre del bianco · g1 re del bianco | d8 torre del nero · f8 torre del nero · g8 re del nero · a7 donna del nero · a6 cavallo del nero · d6 cavallo del bianco · e6 pedone del nero · f6 pedone del nero · h6 donna del bianco · a5 pedone del nero · e5 pedone del bianco · a4 pedone del nero · b4 cavallo del nero · g3 pedone del bianco · b2 pedone del bianco · f2 pedone del bianco · g2 alfiere del nero · h2 pedone del bianco · c1 torre del bianco · d1 torre del bianco · g1 re del bianco | d8 torre del nero · f8 torre del nero · g8 re del nero · a7 donna del nero · a6 cavallo del nero · d6 cavallo del bianco · e6 pedone del nero · f6 pedone del nero · h6 donna del bianco · a5 pedone del nero · e5 pedone del bianco · a4 pedone del nero · b4 cavallo del nero · g3 pedone del bianco · b2 pedone del bianco · f2 pedone del bianco · g2 alfiere del nero · h2 pedone del bianco · c1 torre del bianco · d1 torre del bianco · g1 re del bianco | d8 torre del nero · f8 torre del nero · g8 re del nero · a7 donna del nero · a6 cavallo del nero · d6 cavallo del bianco · e6 pedone del nero · f6 pedone del nero · h6 donna del bianco · a5 pedone del nero · e5 pedone del bianco · a4 pedone del nero · b4 cavallo del nero · g3 pedone del bianco · b2 pedone del bianco · f2 pedone del bianco · g2 alfiere del nero · h2 pedone del bianco · c1 torre del bianco · d1 torre del bianco · g1 re del bianco | d8 torre del nero · f8 torre del nero · g8 re del nero · a7 donna del nero · a6 cavallo del nero · d6 cavallo del bianco · e6 pedone del nero · f6 pedone del nero · h6 donna del bianco · a5 pedone del nero · e5 pedone del bianco · a4 pedone del nero · b4 cavallo del nero · g3 pedone del bianco · b2 pedone del bianco · f2 pedone del bianco · g2 alfiere del nero · h2 pedone del bianco · c1 torre del bianco · d1 torre del bianco · g1 re del bianco | d8 torre del nero · f8 torre del nero · g8 re del nero · a7 donna del nero · a6 cavallo del nero · d6 cavallo del bianco · e6 pedone del nero · f6 pedone del nero · h6 donna del bianco · a5 pedone del nero · e5 pedone del bianco · a4 pedone del nero · b4 cavallo del nero · g3 pedone del bianco · b2 pedone del bianco · f2 pedone del bianco · g2 alfiere del nero · h2 pedone del bianco · c1 torre del bianco · d1 torre del bianco · g1 re del bianco | 3 |
| 2 | d8 torre del nero · f8 torre del nero · g8 re del nero · a7 donna del nero · a6 cavallo del nero · d6 cavallo del bianco · e6 pedone del nero · f6 pedone del nero · h6 donna del bianco · a5 pedone del nero · e5 pedone del bianco · a4 pedone del nero · b4 cavallo del nero · g3 pedone del bianco · b2 pedone del bianco · f2 pedone del bianco · g2 alfiere del nero · h2 pedone del bianco · c1 torre del bianco · d1 torre del bianco · g1 re del bianco | d8 torre del nero · f8 torre del nero · g8 re del nero · a7 donna del nero · a6 cavallo del nero · d6 cavallo del bianco · e6 pedone del nero · f6 pedone del nero · h6 donna del bianco · a5 pedone del nero · e5 pedone del bianco · a4 pedone del nero · b4 cavallo del nero · g3 pedone del bianco · b2 pedone del bianco · f2 pedone del bianco · g2 alfiere del nero · h2 pedone del bianco · c1 torre del bianco · d1 torre del bianco · g1 re del bianco | d8 torre del nero · f8 torre del nero · g8 re del nero · a7 donna del nero · a6 cavallo del nero · d6 cavallo del bianco · e6 pedone del nero · f6 pedone del nero · h6 donna del bianco · a5 pedone del nero · e5 pedone del bianco · a4 pedone del nero · b4 cavallo del nero · g3 pedone del bianco · b2 pedone del bianco · f2 pedone del bianco · g2 alfiere del nero · h2 pedone del bianco · c1 torre del bianco · d1 torre del bianco · g1 re del bianco | d8 torre del nero · f8 torre del nero · g8 re del nero · a7 donna del nero · a6 cavallo del nero · d6 cavallo del bianco · e6 pedone del nero · f6 pedone del nero · h6 donna del bianco · a5 pedone del nero · e5 pedone del bianco · a4 pedone del nero · b4 cavallo del nero · g3 pedone del bianco · b2 pedone del bianco · f2 pedone del bianco · g2 alfiere del nero · h2 pedone del bianco · c1 torre del bianco · d1 torre del bianco · g1 re del bianco | d8 torre del nero · f8 torre del nero · g8 re del nero · a7 donna del nero · a6 cavallo del nero · d6 cavallo del bianco · e6 pedone del nero · f6 pedone del nero · h6 donna del bianco · a5 pedone del nero · e5 pedone del bianco · a4 pedone del nero · b4 cavallo del nero · g3 pedone del bianco · b2 pedone del bianco · f2 pedone del bianco · g2 alfiere del nero · h2 pedone del bianco · c1 torre del bianco · d1 torre del bianco · g1 re del bianco | d8 torre del nero · f8 torre del nero · g8 re del nero · a7 donna del nero · a6 cavallo del nero · d6 cavallo del bianco · e6 pedone del nero · f6 pedone del nero · h6 donna del bianco · a5 pedone del nero · e5 pedone del bianco · a4 pedone del nero · b4 cavallo del nero · g3 pedone del bianco · b2 pedone del bianco · f2 pedone del bianco · g2 alfiere del nero · h2 pedone del bianco · c1 torre del bianco · d1 torre del bianco · g1 re del bianco | d8 torre del nero · f8 torre del nero · g8 re del nero · a7 donna del nero · a6 cavallo del nero · d6 cavallo del bianco · e6 pedone del nero · f6 pedone del nero · h6 donna del bianco · a5 pedone del nero · e5 pedone del bianco · a4 pedone del nero · b4 cavallo del nero · g3 pedone del bianco · b2 pedone del bianco · f2 pedone del bianco · g2 alfiere del nero · h2 pedone del bianco · c1 torre del bianco · d1 torre del bianco · g1 re del bianco | d8 torre del nero · f8 torre del nero · g8 re del nero · a7 donna del nero · a6 cavallo del nero · d6 cavallo del bianco · e6 pedone del nero · f6 pedone del nero · h6 donna del bianco · a5 pedone del nero · e5 pedone del bianco · a4 pedone del nero · b4 cavallo del nero · g3 pedone del bianco · b2 pedone del bianco · f2 pedone del bianco · g2 alfiere del nero · h2 pedone del bianco · c1 torre del bianco · d1 torre del bianco · g1 re del bianco | 2 |
| 1 | d8 torre del nero · f8 torre del nero · g8 re del nero · a7 donna del nero · a6 cavallo del nero · d6 cavallo del bianco · e6 pedone del nero · f6 pedone del nero · h6 donna del bianco · a5 pedone del nero · e5 pedone del bianco · a4 pedone del nero · b4 cavallo del nero · g3 pedone del bianco · b2 pedone del bianco · f2 pedone del bianco · g2 alfiere del nero · h2 pedone del bianco · c1 torre del bianco · d1 torre del bianco · g1 re del bianco | d8 torre del nero · f8 torre del nero · g8 re del nero · a7 donna del nero · a6 cavallo del nero · d6 cavallo del bianco · e6 pedone del nero · f6 pedone del nero · h6 donna del bianco · a5 pedone del nero · e5 pedone del bianco · a4 pedone del nero · b4 cavallo del nero · g3 pedone del bianco · b2 pedone del bianco · f2 pedone del bianco · g2 alfiere del nero · h2 pedone del bianco · c1 torre del bianco · d1 torre del bianco · g1 re del bianco | d8 torre del nero · f8 torre del nero · g8 re del nero · a7 donna del nero · a6 cavallo del nero · d6 cavallo del bianco · e6 pedone del nero · f6 pedone del nero · h6 donna del bianco · a5 pedone del nero · e5 pedone del bianco · a4 pedone del nero · b4 cavallo del nero · g3 pedone del bianco · b2 pedone del bianco · f2 pedone del bianco · g2 alfiere del nero · h2 pedone del bianco · c1 torre del bianco · d1 torre del bianco · g1 re del bianco | d8 torre del nero · f8 torre del nero · g8 re del nero · a7 donna del nero · a6 cavallo del nero · d6 cavallo del bianco · e6 pedone del nero · f6 pedone del nero · h6 donna del bianco · a5 pedone del nero · e5 pedone del bianco · a4 pedone del nero · b4 cavallo del nero · g3 pedone del bianco · b2 pedone del bianco · f2 pedone del bianco · g2 alfiere del nero · h2 pedone del bianco · c1 torre del bianco · d1 torre del bianco · g1 re del bianco | d8 torre del nero · f8 torre del nero · g8 re del nero · a7 donna del nero · a6 cavallo del nero · d6 cavallo del bianco · e6 pedone del nero · f6 pedone del nero · h6 donna del bianco · a5 pedone del nero · e5 pedone del bianco · a4 pedone del nero · b4 cavallo del nero · g3 pedone del bianco · b2 pedone del bianco · f2 pedone del bianco · g2 alfiere del nero · h2 pedone del bianco · c1 torre del bianco · d1 torre del bianco · g1 re del bianco | d8 torre del nero · f8 torre del nero · g8 re del nero · a7 donna del nero · a6 cavallo del nero · d6 cavallo del bianco · e6 pedone del nero · f6 pedone del nero · h6 donna del bianco · a5 pedone del nero · e5 pedone del bianco · a4 pedone del nero · b4 cavallo del nero · g3 pedone del bianco · b2 pedone del bianco · f2 pedone del bianco · g2 alfiere del nero · h2 pedone del bianco · c1 torre del bianco · d1 torre del bianco · g1 re del bianco | d8 torre del nero · f8 torre del nero · g8 re del nero · a7 donna del nero · a6 cavallo del nero · d6 cavallo del bianco · e6 pedone del nero · f6 pedone del nero · h6 donna del bianco · a5 pedone del nero · e5 pedone del bianco · a4 pedone del nero · b4 cavallo del nero · g3 pedone del bianco · b2 pedone del bianco · f2 pedone del bianco · g2 alfiere del nero · h2 pedone del bianco · c1 torre del bianco · d1 torre del bianco · g1 re del bianco | d8 torre del nero · f8 torre del nero · g8 re del nero · a7 donna del nero · a6 cavallo del nero · d6 cavallo del bianco · e6 pedone del nero · f6 pedone del nero · h6 donna del bianco · a5 pedone del nero · e5 pedone del bianco · a4 pedone del nero · b4 cavallo del nero · g3 pedone del bianco · b2 pedone del bianco · f2 pedone del bianco · g2 alfiere del nero · h2 pedone del bianco · c1 torre del bianco · d1 torre del bianco · g1 re del bianco | 1 |
|   | a | b | c | d | e | f | g | h |   |

In una variante della partita catalana diversa da quella della seconda partita, Anand sfrutta prima il ritardo di sviluppo del nero per attaccare al centro. Dopo le imprecisioni 20...h6 e 22...Tad8, il bianco ha iniziato un attacco contro il re con 23.Cxh6!, sacrificando il cavallo e l'alfiere (25...Axg2); dopo 26.exf6, il nero non ha più avuto la possibilità di salvare la partita.
1.d4 Cf6 2.c4 e6 3.Cf3 d5 4.g3 dxc4 5.Ag2 Ab4+ 6.Ad2 a5 7.Dc2 Axd2+ 8.Dxd2 c6 9.a4 b5 10.Ca3 Ad7 11.Ce5 Cd5 12.e4 Cb4 13.O-O O-O 14.Tfd1 Ae8 15.d5 Dd6 16.Cg4 Dc5 17.Ce3 C8a6 18.dxc6 bxa4 19.Caxc4 Axc6 20.Tac1 h6 21.Cd6 Da7 22.Cg4 Tad8 23.Cxh6+ gxh6 24.Dxh6 f6 25.e5 Axg2 26.exf6 Txd6 27.Txd6 Ae4 28.Txe6 Cd3 29.Tc2 Dh7 30.f7+ Dxf7 31.Txe4 Df5 32.Te7 1-0

### Partita 5, 30 aprile: Topalov-Anand ½-½
In un'altra difesa slava, Anand ha deviato per primo con 15..h5, e ha raggiunto una posizione pari, difendendola nonostante il possibile pedone debole in h5 (a causa della presenza dell'alfiere campochiaro bianco). La partita è stata interrotta per una dozzina di minuti mentre Anand rifletteva sulla sua diciassettesima mossa a causa di un black-out elettrico nell'intera sede di gioco.
1.d4 d5 2.c4 c6 3.Cf3 Cf6 4.Cc3 dxc4 5.a4 Af5 6.Ce5 e6 7.f3 c5 8.e4 Ag6 9.Ae3 cxd4 10.Dxd4 Dxd4 11.Axd4 Cfd7 12.Cxd7 Cxd7 13.Axc4 a6 14.Tc1 Tg8 15.h4 h5 16.Ce2 Ad6 17.Ae3 Ce5 18.Cf4 Tc8 19.Ab3 Txc1+ 20.Axc1 Re7 21.Re2 Tc8 22.Ad2 f6 23.Cxg6+ Cxg6 24.g3 Ce5 25.f4 Cc6 26.Ac3 Ab4 27.Axb4+ Cxb4 28.Td1 Cc6 29.Td2 g5 30.Rf2 g4 31.Tc2 Td8 32.Re3 Td6 33.Tc5 Cb4 34.Tc7+ Rd8 35.Tc3 Re7 36.e5 Td7 37.exf6+ Rxf6 38.Re2 Cc6 39.Re1 Cd4 40.Ad1 a5 41.Tc5 Cf5 42.Tc3 Cd4 43.Tc5 Cf5 44.Tc3 ½-½

### Partita 6, 1º maggio: Anand-Topalov ½-½
In un'altra partita catalana, il bianco ha cambiato entrambi gli alfieri per i cavalli; Topalov ha tuttavia raggiunto un finale in cui, pur essendo in svantaggio di un pedone, poneva sotto pressione Anand a causa della debolezza della prima traversa (con 39...Ah3), in una posizione comunque bilanciata. La partita è terminata per tripla ripetizione di mosse.
1.d4 Cf6 2.c4 e6 3.Cf3 d5 4.g3 dxc4 5.Ag2 a6 6.Ce5 c5 7.Ca3 cxd4 8.Caxc4 Ac5 9.O-O O-O 10.Ag5 h6 11.Axf6 Dxf6 12.Cd3 Aa7 13.Da4 Cc6 14.Tac1 e5 15.Axc6 b5 16.Dc2 Dxc6 17.Ccxe5 De4 18.Dc6 Ab7 19.Dxe4 Axe4 20.Tc2 Tfe8 21.Tfc1 f6 22.Cd7 Af5 23.C7c5 Ab6 24.Cb7 Ad7 25.Cf4 Tab8 26.Cd6 Te5 27.Cc8 Aa5 28.Cd3 Te8 29.Ca7 Ab6 30.Cc6 Tb7 31.Ccb4 a5 32.Cd5 a4 33.Cxb6 Txb6 34.Cc5 Af5 35.Td2 Tc6 36.b4 axb3 37.axb3 b4 38.Txd4 Txe2 39.Txb4 Ah3 40.Tbc4 Td6 41.Te4 Tb2 42.Tee1 Tdd2 43.Ce4 Td4 44.Cc5 Tdd2 45.Ce4 Td3 46.Tb1 Tdxb3 47.Cd2 Tb4 48.f3 g5 49.Txb2 Txb2 50.Td1 Rf7 51.Rf2 h5 52.Re3 Tc2 53.Ta1 Rg6 54.Ta6 Af5 55.Td6 Tc3+ 56.Rf2 Tc2 57.Re3 Tc3+ 58.Rf2 Tc2 ½–½

### Partita 7, 3 maggio: Anand-Topalov ½-½
Anand col bianco gioca ancora la catalana; Topalov, grazie alla sua preparazione, raggiunge una posizione molto tagliente, dove il nero ha un pezzo in meno ma un forte compenso in una coppia di pedoni avanzati e nel re avversario esposto. Il bianco rifiuta due volte lo scacco perpetuo (con 32.Dxg2 e 36.Rg2), ma poi accetta la tripla ripetizione in quanto non può riguadagnare il pedone d2. La prima mossa è stata eseguita da Anatolij Karpov, arrivato a Sofia per propagandare la sua candidatura a presidente della FIDE.
1.d4 Cf6 2.c4 e6 3.Cf3 d5 4.g3 Ab4+ 5.Ad2 Ae7 6.Ag2 O-O 7.O-O c6 8.Af4 dxc4 9.Ce5 b5 10.Cxc6 Cxc6 11.Axc6 Ad7 12.Axa8 Dxa8 13.f3 Cd5 14.Ad2 e5 15.e4 Ah3 16.exd5 Axf1 17.Dxf1 exd4 18.a4 Dxd5 19.axb5 Dxb5 20.Txa7 Te8 21.Rh1 Af8 22.Tc7 d3 23.Ac3 Ad6 24.Ta7 h6 25.Cd2 Ab4 26.Ta1 Axc3 27.bxc3 Te2 28.Td1 Da4 29.Ce4 Dc2 30.Tc1 Txh2+ 31.Rg1 Tg2+ 32.Dxg2 Dxc1+ 33.Df1 De3+ 34.Df2 Dc1+ 35.Df1 De3+ 36.Rg2 f5 37.Cf2 Rh7 38.Db1 De6 39.Db5 g5 40.g4 fxg4 41.fxg4 Rg6 42.Db7 d2 43.Db1+ Rg7 44.Rf1 De7 45.Rg2 De6 46.Dd1 De3 47.Df3 De6 48.Db7+ Rg6 49.Db1+ Rg7 50.Dd1 De3 51.Dc2 De2 52.Da4 Rg8 53.Dd7 Rf8 54.Dd5 Rg7 55.Rg3 De3+ 56.Df3 De5+ 57.Rg2 De6 58.Dd1 ½–½

### Partita 8, 5 maggio: Topalov-Anand 1-0
La partita inizia come la terza e la quinta, con Anand che devia per primo con 13...Rc8, giungendo tuttavia in una posizione piuttosto passiva (nonostante la coppia degli alfieri); Topalov, portando il suo cavallo in d6, riesce a procurarsi un pedone passato, seppur al prezzo di entrare in un finale di alfieri di colore contrario, in cui non è chiaro se il bianco possa vincere. Il nero riesce a difendere per diverse mosse, commettendo tuttavia l'errore decisivo 54...Ac6??, abbandonando due mosse dopo in quanto il bianco riesce a legare il re nero alla difesa di h7 ed entrare nel campo bianco.
1.d4 d5 2.c4 c6 3.Cf3 Cf6 4.Cc3 dxc4 5.a4 Af5 6.Ce5 e6 7.f3 c5 8.e4 Ag6 9.Ae3 cxd4 10.Dxd4 Dxd4 11.Axd4 Cfd7 12.Cxd7 Cxd7 13.Axc4 Tc8 14.Ab5 a6 15.Axd7+ Rxd7 16.Re2 f6 17.Thd1 Re8 18.a5 Ae7 19.Ab6 Tf8 20.Tac1 f5 21.e5 Ag5 22.Ae3 f4 23.Ce4 Txc1 24.Cd6+ Rd7 25.Axc1 Rc6 26.Ad2 Ae7 27.Tc1+ Rd7 28.Ac3 Axd6 29.Td1 Af5 30.h4 g6 31.Txd6+ Rc8 32.Ad2 Td8 33.Axf4 Txd6 34.exd6 Rd7 35.Re3 Ac2 36.Rd4 Re8 37.Re5 Rf7 38.Ae3 Aa4 39.Rf4 Ab5 40.Ac5 Rf6 41.Ad4+ Rf7 42.Rg5 Ac6 43.Rh6 Rg8 44.h5 Ae8 45.Rg5 Rf7 46.Rh6 Rg8 47.Ac5 gxh5 48.Rg5 Rg7 49.Ad4+ Rf7 50.Ae5 h4 51.Rxh4 Rg6 52.Rg4 Ab5 53.Rf4 Rf7 54.Rg5 Ac6 55.Rh6 Rg8 56.g4 1-0

### Partita 9, 7 maggio: Anand-Topalov ½-½
Nella prima nimzo-indiana del match, Anand riesce ad ottenere una posizione molto favorevole cambiando la donna per le due torri del nero; Topalov riesce tuttavia, grazie al controgioco offerto dai pedoni passati sulle colonne a e b e ad alcuni errori di Anand (come 62.Rg5? e 64.Rg3?) ad ottenere la patta.
1.d4 Cf6 2.c4 e6 3.Cc3 Ab4 4.e3 O-O 5.Ad3 c5 6.Cf3 d5 7.O-O cxd4 8.exd4 dxc4 9.Axc4 b6 10.Ag5 Ab7 11.Te1 Cbd7 12.Tc1 Tc8 13.Ad3 Te8 14.De2 Axc3 15.bxc3 Dc7 16.Ah4 Ch5 17.Cg5 g6 18.Ch3 e5 19.f3 Dd6 20.Af2 exd4 21.Dxe8+ Txe8 22.Txe8+ Cf8 23.cxd4 Cf6 24.Tee1 Ce6 25.Ac4 Ad5 26.Ag3 Db4 27.Ae5 Cd7 28.a3 Da4 29.Axd5 Cxe5 30.Axe6 Dxd4+ 31.Rh1 fxe6 32.Cg5 Dd6 33.Ce4 Dxa3 34.Tc3 Db2 35.h4 b5 36.Tc8+ Rg7 37.Tc7+ Rf8 38.Cg5 Re8 39.Txh7 Dc3 40.Th8+ Rd7 41.Th7+ Rc6 42.Te4 b4 43.Cxe6 Rb6 44.Cf4 Da1+ 45.Rh2 a5 46.h5 gxh5 47.Txh5 Cc6 48.Cd5+ Rb7 49.Th7+ Ra6 50.Te6 Rb5 51.Th5 Cd4 52.Cb6+ Ra6 53.Td6 Rb7 54.Cc4 Cxf3+ 55.gxf3 Da2+ 56.Cd2 Rc7 57.Thd5 b3 58.Td7+ Rc8 59.Td8+ Rc7 60.T8d7+ Rc8 61.Tg7 a4 62.Tc5+ Rb8 63.Td5 Rc8 64.Rg3 Da1 65.Tg4 b2 66.Tc4+ Rb7 67.Rf2 b1=D 68.Cxb1 Dxb1 69.Tdd4 Da2+ 70.Rg3 a3 71.Tc3 Da1 72.Tb4+ Ra6 73.Ta4+ Rb5 74.Tcxa3 Dg1+ 75.Rf4 Dc1+ 76.Rf5 Dc5+ 77.Re4 Dc2+ 78.Re3 Dc1+ 79.Rf2 Dd2+ 80.Rg3 De1+ 81.Rf4 Dc1+ 82.Rg3 Dg1+ 83.Rf4 ½–½

### Partita 10, 8 maggio: Topalov-Anand ½-½
Anand ritorna alla Grünfeld della prima partita, deviando con 10...b6, ottenendo una posizione pari, ma finendo poi in un finale inferiore (benché probabilmente patto); Topalov cerca di sfruttare il proprio pedone d avanzato, ma il nero riesce a bloccarlo e a ottenere la patta.
1.d4 Cf6 2.c4 g6 3.Cc3 d5 4.cxd5 Cxd5 5.e4 Cxc3 6.bxc3 Ag7 7.Ac4 c5 8.Ce2 Cc6 9.Ae3 O-O 10.O-O b6 11.Dd2 Ab7 12.Tac1 Tc8 13.Tfd1 cxd4 14.cxd4 Dd6 15.d5 Ca5 16.Ab5 Txc1 17.Txc1 Tc8 18.h3 Txc1+ 19.Dxc1 e6 20.Cf4 exd5 21.Cxd5 f5 22.f3 fxe4 23.fxe4 De5 24.Ad3 Cc6 25.Aa6 Cd4 26.Dc4 Axd5 27.Dxd5+ Dxd5 28.exd5 Ae5 29.Rf2 Rf7 30.Ag5 Cf5 31.g4 Cd6 32.Rf3 Ce8 33.Ac1 Cc7 34.Ad3 Ad6 35.Re4 b5 36.Rd4 a6 37.Ae2 Re7 38.Ag5+ Rd7 39.Ad2 Ag3 40.g5 Af2+ 41.Re5 Ag3+ 42.Re4 Ce8 43.Ag4+ Re7 44.Ae6 Cd6+ 45.Rf3 Cc4 46.Ac1 Ad6 47.Re4 a5 48.Ag4 Aa3 49.Axa3+ Cxa3 50.Re5 Cc4+ 51.Rd4 Rd6 52.Ae2 Ca3 53.h4 Cc2+ 54.Rc3 Cb4 55.Axb5 Cxa2+ 56.Rb3 Cb4 57.Ae2 Cxd5 58.h5 Cf4 59.hxg6 hxg6 60.Ac4 ½–½

### Partita 11, 10 maggio: Anand-Topalov ½-½
Anand opta per la partita inglese, ma Topalov riesce ad arrivare ad una posizione pari, e a prendere l'iniziativa nel finale; il bianco quindi sacrifica un pedone per l'iniziativa, riuscendo a pattare.
1.c4 e5 2.Cc3 Cf6 3.Cf3 Cc6 4.g3 d5 5.cxd5 Cxd5 6.Ag2 Cb6 7.0-0 Ae7 8.a3 0-0 9.b4 Ae6 10.d3 f6 11.Ce4 De8 12.Cc5 Axc5 13.bxc5 Cd5 14.Ab2 Td8 15.Dc2 Cde7 16.Tab1 Aa2 17.Tbc1 Df7 18.Ac3 Td7 19.Db2 Tb8 20.Tfd1 Ae6 21.Td2 h6 22.Db1 Cd5 23.Tb2 b6 24.cxb6 cxb6 25.Ad2 Td6 26.Tbc2 Dd7 27.h4 Td8 28.Db5 Cde7 29.Db2 Ad5 30.Ab4 Cxb4 31.axb4 Tc6 32.b5 Txc2 33.Txc2 Ae6 34.d4 e4 35.Cd2 Dxd4 36.Cxe4 Dxb2 37.Txb2 Rf7 38.e3 g5 39.hxg5 hxg5 40.f4 gxf4 41.exf4 Td4 42.Rf2 Cf5 43.Af3 Ad5 44.Cd2 Axf3 45.Cxf3 Ta4 46.g4 Cd6 47.Rg3 Ce4+ 48.Rh4 Cd6 49.Td2 Cxb5 50.f5 Te4 51.Rh5 Te3 52.Ch4 Cc3 53.Td7+ Te7 54.Td3 Ce4 55.Cg6 Cc5 56.Ta3 Td7 57.Te3 Rg7 58.g5 b5 59.Cf4 b4 60.g6 b3 61.Tc3 Td4 62.Txc5 Txf4 63.Tc7+ Rg8 64.Tb7 Tf3 65.Tb8+ Rg7 ½–½

### Partita 12, 12 maggio: Topalov-Anand 0-1
|   | a | b | c | d | e | f | g | h |   |
| 8 | a8 alfiere del nero · d8 torre del nero · g8 re del nero · a7 pedone del nero · c7 torre del nero · e7 donna del nero · f7 pedone del nero · g7 pedone del nero · e6 pedone del nero · h6 pedone del nero · c5 pedone del nero · c4 cavallo del bianco · a3 torre del bianco · e3 pedone del bianco · f3 pedone del bianco · g3 pedone del bianco · a2 pedone del bianco · b2 pedone del bianco · f2 torre del bianco · g2 re del bianco · h2 pedone del bianco · c1 donna del bianco | a8 alfiere del nero · d8 torre del nero · g8 re del nero · a7 pedone del nero · c7 torre del nero · e7 donna del nero · f7 pedone del nero · g7 pedone del nero · e6 pedone del nero · h6 pedone del nero · c5 pedone del nero · c4 cavallo del bianco · a3 torre del bianco · e3 pedone del bianco · f3 pedone del bianco · g3 pedone del bianco · a2 pedone del bianco · b2 pedone del bianco · f2 torre del bianco · g2 re del bianco · h2 pedone del bianco · c1 donna del bianco | a8 alfiere del nero · d8 torre del nero · g8 re del nero · a7 pedone del nero · c7 torre del nero · e7 donna del nero · f7 pedone del nero · g7 pedone del nero · e6 pedone del nero · h6 pedone del nero · c5 pedone del nero · c4 cavallo del bianco · a3 torre del bianco · e3 pedone del bianco · f3 pedone del bianco · g3 pedone del bianco · a2 pedone del bianco · b2 pedone del bianco · f2 torre del bianco · g2 re del bianco · h2 pedone del bianco · c1 donna del bianco | a8 alfiere del nero · d8 torre del nero · g8 re del nero · a7 pedone del nero · c7 torre del nero · e7 donna del nero · f7 pedone del nero · g7 pedone del nero · e6 pedone del nero · h6 pedone del nero · c5 pedone del nero · c4 cavallo del bianco · a3 torre del bianco · e3 pedone del bianco · f3 pedone del bianco · g3 pedone del bianco · a2 pedone del bianco · b2 pedone del bianco · f2 torre del bianco · g2 re del bianco · h2 pedone del bianco · c1 donna del bianco | a8 alfiere del nero · d8 torre del nero · g8 re del nero · a7 pedone del nero · c7 torre del nero · e7 donna del nero · f7 pedone del nero · g7 pedone del nero · e6 pedone del nero · h6 pedone del nero · c5 pedone del nero · c4 cavallo del bianco · a3 torre del bianco · e3 pedone del bianco · f3 pedone del bianco · g3 pedone del bianco · a2 pedone del bianco · b2 pedone del bianco · f2 torre del bianco · g2 re del bianco · h2 pedone del bianco · c1 donna del bianco | a8 alfiere del nero · d8 torre del nero · g8 re del nero · a7 pedone del nero · c7 torre del nero · e7 donna del nero · f7 pedone del nero · g7 pedone del nero · e6 pedone del nero · h6 pedone del nero · c5 pedone del nero · c4 cavallo del bianco · a3 torre del bianco · e3 pedone del bianco · f3 pedone del bianco · g3 pedone del bianco · a2 pedone del bianco · b2 pedone del bianco · f2 torre del bianco · g2 re del bianco · h2 pedone del bianco · c1 donna del bianco | a8 alfiere del nero · d8 torre del nero · g8 re del nero · a7 pedone del nero · c7 torre del nero · e7 donna del nero · f7 pedone del nero · g7 pedone del nero · e6 pedone del nero · h6 pedone del nero · c5 pedone del nero · c4 cavallo del bianco · a3 torre del bianco · e3 pedone del bianco · f3 pedone del bianco · g3 pedone del bianco · a2 pedone del bianco · b2 pedone del bianco · f2 torre del bianco · g2 re del bianco · h2 pedone del bianco · c1 donna del bianco | a8 alfiere del nero · d8 torre del nero · g8 re del nero · a7 pedone del nero · c7 torre del nero · e7 donna del nero · f7 pedone del nero · g7 pedone del nero · e6 pedone del nero · h6 pedone del nero · c5 pedone del nero · c4 cavallo del bianco · a3 torre del bianco · e3 pedone del bianco · f3 pedone del bianco · g3 pedone del bianco · a2 pedone del bianco · b2 pedone del bianco · f2 torre del bianco · g2 re del bianco · h2 pedone del bianco · c1 donna del bianco | 8 |
| 7 | a8 alfiere del nero · d8 torre del nero · g8 re del nero · a7 pedone del nero · c7 torre del nero · e7 donna del nero · f7 pedone del nero · g7 pedone del nero · e6 pedone del nero · h6 pedone del nero · c5 pedone del nero · c4 cavallo del bianco · a3 torre del bianco · e3 pedone del bianco · f3 pedone del bianco · g3 pedone del bianco · a2 pedone del bianco · b2 pedone del bianco · f2 torre del bianco · g2 re del bianco · h2 pedone del bianco · c1 donna del bianco | a8 alfiere del nero · d8 torre del nero · g8 re del nero · a7 pedone del nero · c7 torre del nero · e7 donna del nero · f7 pedone del nero · g7 pedone del nero · e6 pedone del nero · h6 pedone del nero · c5 pedone del nero · c4 cavallo del bianco · a3 torre del bianco · e3 pedone del bianco · f3 pedone del bianco · g3 pedone del bianco · a2 pedone del bianco · b2 pedone del bianco · f2 torre del bianco · g2 re del bianco · h2 pedone del bianco · c1 donna del bianco | a8 alfiere del nero · d8 torre del nero · g8 re del nero · a7 pedone del nero · c7 torre del nero · e7 donna del nero · f7 pedone del nero · g7 pedone del nero · e6 pedone del nero · h6 pedone del nero · c5 pedone del nero · c4 cavallo del bianco · a3 torre del bianco · e3 pedone del bianco · f3 pedone del bianco · g3 pedone del bianco · a2 pedone del bianco · b2 pedone del bianco · f2 torre del bianco · g2 re del bianco · h2 pedone del bianco · c1 donna del bianco | a8 alfiere del nero · d8 torre del nero · g8 re del nero · a7 pedone del nero · c7 torre del nero · e7 donna del nero · f7 pedone del nero · g7 pedone del nero · e6 pedone del nero · h6 pedone del nero · c5 pedone del nero · c4 cavallo del bianco · a3 torre del bianco · e3 pedone del bianco · f3 pedone del bianco · g3 pedone del bianco · a2 pedone del bianco · b2 pedone del bianco · f2 torre del bianco · g2 re del bianco · h2 pedone del bianco · c1 donna del bianco | a8 alfiere del nero · d8 torre del nero · g8 re del nero · a7 pedone del nero · c7 torre del nero · e7 donna del nero · f7 pedone del nero · g7 pedone del nero · e6 pedone del nero · h6 pedone del nero · c5 pedone del nero · c4 cavallo del bianco · a3 torre del bianco · e3 pedone del bianco · f3 pedone del bianco · g3 pedone del bianco · a2 pedone del bianco · b2 pedone del bianco · f2 torre del bianco · g2 re del bianco · h2 pedone del bianco · c1 donna del bianco | a8 alfiere del nero · d8 torre del nero · g8 re del nero · a7 pedone del nero · c7 torre del nero · e7 donna del nero · f7 pedone del nero · g7 pedone del nero · e6 pedone del nero · h6 pedone del nero · c5 pedone del nero · c4 cavallo del bianco · a3 torre del bianco · e3 pedone del bianco · f3 pedone del bianco · g3 pedone del bianco · a2 pedone del bianco · b2 pedone del bianco · f2 torre del bianco · g2 re del bianco · h2 pedone del bianco · c1 donna del bianco | a8 alfiere del nero · d8 torre del nero · g8 re del nero · a7 pedone del nero · c7 torre del nero · e7 donna del nero · f7 pedone del nero · g7 pedone del nero · e6 pedone del nero · h6 pedone del nero · c5 pedone del nero · c4 cavallo del bianco · a3 torre del bianco · e3 pedone del bianco · f3 pedone del bianco · g3 pedone del bianco · a2 pedone del bianco · b2 pedone del bianco · f2 torre del bianco · g2 re del bianco · h2 pedone del bianco · c1 donna del bianco | a8 alfiere del nero · d8 torre del nero · g8 re del nero · a7 pedone del nero · c7 torre del nero · e7 donna del nero · f7 pedone del nero · g7 pedone del nero · e6 pedone del nero · h6 pedone del nero · c5 pedone del nero · c4 cavallo del bianco · a3 torre del bianco · e3 pedone del bianco · f3 pedone del bianco · g3 pedone del bianco · a2 pedone del bianco · b2 pedone del bianco · f2 torre del bianco · g2 re del bianco · h2 pedone del bianco · c1 donna del bianco | 7 |
| 6 | a8 alfiere del nero · d8 torre del nero · g8 re del nero · a7 pedone del nero · c7 torre del nero · e7 donna del nero · f7 pedone del nero · g7 pedone del nero · e6 pedone del nero · h6 pedone del nero · c5 pedone del nero · c4 cavallo del bianco · a3 torre del bianco · e3 pedone del bianco · f3 pedone del bianco · g3 pedone del bianco · a2 pedone del bianco · b2 pedone del bianco · f2 torre del bianco · g2 re del bianco · h2 pedone del bianco · c1 donna del bianco | a8 alfiere del nero · d8 torre del nero · g8 re del nero · a7 pedone del nero · c7 torre del nero · e7 donna del nero · f7 pedone del nero · g7 pedone del nero · e6 pedone del nero · h6 pedone del nero · c5 pedone del nero · c4 cavallo del bianco · a3 torre del bianco · e3 pedone del bianco · f3 pedone del bianco · g3 pedone del bianco · a2 pedone del bianco · b2 pedone del bianco · f2 torre del bianco · g2 re del bianco · h2 pedone del bianco · c1 donna del bianco | a8 alfiere del nero · d8 torre del nero · g8 re del nero · a7 pedone del nero · c7 torre del nero · e7 donna del nero · f7 pedone del nero · g7 pedone del nero · e6 pedone del nero · h6 pedone del nero · c5 pedone del nero · c4 cavallo del bianco · a3 torre del bianco · e3 pedone del bianco · f3 pedone del bianco · g3 pedone del bianco · a2 pedone del bianco · b2 pedone del bianco · f2 torre del bianco · g2 re del bianco · h2 pedone del bianco · c1 donna del bianco | a8 alfiere del nero · d8 torre del nero · g8 re del nero · a7 pedone del nero · c7 torre del nero · e7 donna del nero · f7 pedone del nero · g7 pedone del nero · e6 pedone del nero · h6 pedone del nero · c5 pedone del nero · c4 cavallo del bianco · a3 torre del bianco · e3 pedone del bianco · f3 pedone del bianco · g3 pedone del bianco · a2 pedone del bianco · b2 pedone del bianco · f2 torre del bianco · g2 re del bianco · h2 pedone del bianco · c1 donna del bianco | a8 alfiere del nero · d8 torre del nero · g8 re del nero · a7 pedone del nero · c7 torre del nero · e7 donna del nero · f7 pedone del nero · g7 pedone del nero · e6 pedone del nero · h6 pedone del nero · c5 pedone del nero · c4 cavallo del bianco · a3 torre del bianco · e3 pedone del bianco · f3 pedone del bianco · g3 pedone del bianco · a2 pedone del bianco · b2 pedone del bianco · f2 torre del bianco · g2 re del bianco · h2 pedone del bianco · c1 donna del bianco | a8 alfiere del nero · d8 torre del nero · g8 re del nero · a7 pedone del nero · c7 torre del nero · e7 donna del nero · f7 pedone del nero · g7 pedone del nero · e6 pedone del nero · h6 pedone del nero · c5 pedone del nero · c4 cavallo del bianco · a3 torre del bianco · e3 pedone del bianco · f3 pedone del bianco · g3 pedone del bianco · a2 pedone del bianco · b2 pedone del bianco · f2 torre del bianco · g2 re del bianco · h2 pedone del bianco · c1 donna del bianco | a8 alfiere del nero · d8 torre del nero · g8 re del nero · a7 pedone del nero · c7 torre del nero · e7 donna del nero · f7 pedone del nero · g7 pedone del nero · e6 pedone del nero · h6 pedone del nero · c5 pedone del nero · c4 cavallo del bianco · a3 torre del bianco · e3 pedone del bianco · f3 pedone del bianco · g3 pedone del bianco · a2 pedone del bianco · b2 pedone del bianco · f2 torre del bianco · g2 re del bianco · h2 pedone del bianco · c1 donna del bianco | a8 alfiere del nero · d8 torre del nero · g8 re del nero · a7 pedone del nero · c7 torre del nero · e7 donna del nero · f7 pedone del nero · g7 pedone del nero · e6 pedone del nero · h6 pedone del nero · c5 pedone del nero · c4 cavallo del bianco · a3 torre del bianco · e3 pedone del bianco · f3 pedone del bianco · g3 pedone del bianco · a2 pedone del bianco · b2 pedone del bianco · f2 torre del bianco · g2 re del bianco · h2 pedone del bianco · c1 donna del bianco | 6 |
| 5 | a8 alfiere del nero · d8 torre del nero · g8 re del nero · a7 pedone del nero · c7 torre del nero · e7 donna del nero · f7 pedone del nero · g7 pedone del nero · e6 pedone del nero · h6 pedone del nero · c5 pedone del nero · c4 cavallo del bianco · a3 torre del bianco · e3 pedone del bianco · f3 pedone del bianco · g3 pedone del bianco · a2 pedone del bianco · b2 pedone del bianco · f2 torre del bianco · g2 re del bianco · h2 pedone del bianco · c1 donna del bianco | a8 alfiere del nero · d8 torre del nero · g8 re del nero · a7 pedone del nero · c7 torre del nero · e7 donna del nero · f7 pedone del nero · g7 pedone del nero · e6 pedone del nero · h6 pedone del nero · c5 pedone del nero · c4 cavallo del bianco · a3 torre del bianco · e3 pedone del bianco · f3 pedone del bianco · g3 pedone del bianco · a2 pedone del bianco · b2 pedone del bianco · f2 torre del bianco · g2 re del bianco · h2 pedone del bianco · c1 donna del bianco | a8 alfiere del nero · d8 torre del nero · g8 re del nero · a7 pedone del nero · c7 torre del nero · e7 donna del nero · f7 pedone del nero · g7 pedone del nero · e6 pedone del nero · h6 pedone del nero · c5 pedone del nero · c4 cavallo del bianco · a3 torre del bianco · e3 pedone del bianco · f3 pedone del bianco · g3 pedone del bianco · a2 pedone del bianco · b2 pedone del bianco · f2 torre del bianco · g2 re del bianco · h2 pedone del bianco · c1 donna del bianco | a8 alfiere del nero · d8 torre del nero · g8 re del nero · a7 pedone del nero · c7 torre del nero · e7 donna del nero · f7 pedone del nero · g7 pedone del nero · e6 pedone del nero · h6 pedone del nero · c5 pedone del nero · c4 cavallo del bianco · a3 torre del bianco · e3 pedone del bianco · f3 pedone del bianco · g3 pedone del bianco · a2 pedone del bianco · b2 pedone del bianco · f2 torre del bianco · g2 re del bianco · h2 pedone del bianco · c1 donna del bianco | a8 alfiere del nero · d8 torre del nero · g8 re del nero · a7 pedone del nero · c7 torre del nero · e7 donna del nero · f7 pedone del nero · g7 pedone del nero · e6 pedone del nero · h6 pedone del nero · c5 pedone del nero · c4 cavallo del bianco · a3 torre del bianco · e3 pedone del bianco · f3 pedone del bianco · g3 pedone del bianco · a2 pedone del bianco · b2 pedone del bianco · f2 torre del bianco · g2 re del bianco · h2 pedone del bianco · c1 donna del bianco | a8 alfiere del nero · d8 torre del nero · g8 re del nero · a7 pedone del nero · c7 torre del nero · e7 donna del nero · f7 pedone del nero · g7 pedone del nero · e6 pedone del nero · h6 pedone del nero · c5 pedone del nero · c4 cavallo del bianco · a3 torre del bianco · e3 pedone del bianco · f3 pedone del bianco · g3 pedone del bianco · a2 pedone del bianco · b2 pedone del bianco · f2 torre del bianco · g2 re del bianco · h2 pedone del bianco · c1 donna del bianco | a8 alfiere del nero · d8 torre del nero · g8 re del nero · a7 pedone del nero · c7 torre del nero · e7 donna del nero · f7 pedone del nero · g7 pedone del nero · e6 pedone del nero · h6 pedone del nero · c5 pedone del nero · c4 cavallo del bianco · a3 torre del bianco · e3 pedone del bianco · f3 pedone del bianco · g3 pedone del bianco · a2 pedone del bianco · b2 pedone del bianco · f2 torre del bianco · g2 re del bianco · h2 pedone del bianco · c1 donna del bianco | a8 alfiere del nero · d8 torre del nero · g8 re del nero · a7 pedone del nero · c7 torre del nero · e7 donna del nero · f7 pedone del nero · g7 pedone del nero · e6 pedone del nero · h6 pedone del nero · c5 pedone del nero · c4 cavallo del bianco · a3 torre del bianco · e3 pedone del bianco · f3 pedone del bianco · g3 pedone del bianco · a2 pedone del bianco · b2 pedone del bianco · f2 torre del bianco · g2 re del bianco · h2 pedone del bianco · c1 donna del bianco | 5 |
| 4 | a8 alfiere del nero · d8 torre del nero · g8 re del nero · a7 pedone del nero · c7 torre del nero · e7 donna del nero · f7 pedone del nero · g7 pedone del nero · e6 pedone del nero · h6 pedone del nero · c5 pedone del nero · c4 cavallo del bianco · a3 torre del bianco · e3 pedone del bianco · f3 pedone del bianco · g3 pedone del bianco · a2 pedone del bianco · b2 pedone del bianco · f2 torre del bianco · g2 re del bianco · h2 pedone del bianco · c1 donna del bianco | a8 alfiere del nero · d8 torre del nero · g8 re del nero · a7 pedone del nero · c7 torre del nero · e7 donna del nero · f7 pedone del nero · g7 pedone del nero · e6 pedone del nero · h6 pedone del nero · c5 pedone del nero · c4 cavallo del bianco · a3 torre del bianco · e3 pedone del bianco · f3 pedone del bianco · g3 pedone del bianco · a2 pedone del bianco · b2 pedone del bianco · f2 torre del bianco · g2 re del bianco · h2 pedone del bianco · c1 donna del bianco | a8 alfiere del nero · d8 torre del nero · g8 re del nero · a7 pedone del nero · c7 torre del nero · e7 donna del nero · f7 pedone del nero · g7 pedone del nero · e6 pedone del nero · h6 pedone del nero · c5 pedone del nero · c4 cavallo del bianco · a3 torre del bianco · e3 pedone del bianco · f3 pedone del bianco · g3 pedone del bianco · a2 pedone del bianco · b2 pedone del bianco · f2 torre del bianco · g2 re del bianco · h2 pedone del bianco · c1 donna del bianco | a8 alfiere del nero · d8 torre del nero · g8 re del nero · a7 pedone del nero · c7 torre del nero · e7 donna del nero · f7 pedone del nero · g7 pedone del nero · e6 pedone del nero · h6 pedone del nero · c5 pedone del nero · c4 cavallo del bianco · a3 torre del bianco · e3 pedone del bianco · f3 pedone del bianco · g3 pedone del bianco · a2 pedone del bianco · b2 pedone del bianco · f2 torre del bianco · g2 re del bianco · h2 pedone del bianco · c1 donna del bianco | a8 alfiere del nero · d8 torre del nero · g8 re del nero · a7 pedone del nero · c7 torre del nero · e7 donna del nero · f7 pedone del nero · g7 pedone del nero · e6 pedone del nero · h6 pedone del nero · c5 pedone del nero · c4 cavallo del bianco · a3 torre del bianco · e3 pedone del bianco · f3 pedone del bianco · g3 pedone del bianco · a2 pedone del bianco · b2 pedone del bianco · f2 torre del bianco · g2 re del bianco · h2 pedone del bianco · c1 donna del bianco | a8 alfiere del nero · d8 torre del nero · g8 re del nero · a7 pedone del nero · c7 torre del nero · e7 donna del nero · f7 pedone del nero · g7 pedone del nero · e6 pedone del nero · h6 pedone del nero · c5 pedone del nero · c4 cavallo del bianco · a3 torre del bianco · e3 pedone del bianco · f3 pedone del bianco · g3 pedone del bianco · a2 pedone del bianco · b2 pedone del bianco · f2 torre del bianco · g2 re del bianco · h2 pedone del bianco · c1 donna del bianco | a8 alfiere del nero · d8 torre del nero · g8 re del nero · a7 pedone del nero · c7 torre del nero · e7 donna del nero · f7 pedone del nero · g7 pedone del nero · e6 pedone del nero · h6 pedone del nero · c5 pedone del nero · c4 cavallo del bianco · a3 torre del bianco · e3 pedone del bianco · f3 pedone del bianco · g3 pedone del bianco · a2 pedone del bianco · b2 pedone del bianco · f2 torre del bianco · g2 re del bianco · h2 pedone del bianco · c1 donna del bianco | a8 alfiere del nero · d8 torre del nero · g8 re del nero · a7 pedone del nero · c7 torre del nero · e7 donna del nero · f7 pedone del nero · g7 pedone del nero · e6 pedone del nero · h6 pedone del nero · c5 pedone del nero · c4 cavallo del bianco · a3 torre del bianco · e3 pedone del bianco · f3 pedone del bianco · g3 pedone del bianco · a2 pedone del bianco · b2 pedone del bianco · f2 torre del bianco · g2 re del bianco · h2 pedone del bianco · c1 donna del bianco | 4 |
| 3 | a8 alfiere del nero · d8 torre del nero · g8 re del nero · a7 pedone del nero · c7 torre del nero · e7 donna del nero · f7 pedone del nero · g7 pedone del nero · e6 pedone del nero · h6 pedone del nero · c5 pedone del nero · c4 cavallo del bianco · a3 torre del bianco · e3 pedone del bianco · f3 pedone del bianco · g3 pedone del bianco · a2 pedone del bianco · b2 pedone del bianco · f2 torre del bianco · g2 re del bianco · h2 pedone del bianco · c1 donna del bianco | a8 alfiere del nero · d8 torre del nero · g8 re del nero · a7 pedone del nero · c7 torre del nero · e7 donna del nero · f7 pedone del nero · g7 pedone del nero · e6 pedone del nero · h6 pedone del nero · c5 pedone del nero · c4 cavallo del bianco · a3 torre del bianco · e3 pedone del bianco · f3 pedone del bianco · g3 pedone del bianco · a2 pedone del bianco · b2 pedone del bianco · f2 torre del bianco · g2 re del bianco · h2 pedone del bianco · c1 donna del bianco | a8 alfiere del nero · d8 torre del nero · g8 re del nero · a7 pedone del nero · c7 torre del nero · e7 donna del nero · f7 pedone del nero · g7 pedone del nero · e6 pedone del nero · h6 pedone del nero · c5 pedone del nero · c4 cavallo del bianco · a3 torre del bianco · e3 pedone del bianco · f3 pedone del bianco · g3 pedone del bianco · a2 pedone del bianco · b2 pedone del bianco · f2 torre del bianco · g2 re del bianco · h2 pedone del bianco · c1 donna del bianco | a8 alfiere del nero · d8 torre del nero · g8 re del nero · a7 pedone del nero · c7 torre del nero · e7 donna del nero · f7 pedone del nero · g7 pedone del nero · e6 pedone del nero · h6 pedone del nero · c5 pedone del nero · c4 cavallo del bianco · a3 torre del bianco · e3 pedone del bianco · f3 pedone del bianco · g3 pedone del bianco · a2 pedone del bianco · b2 pedone del bianco · f2 torre del bianco · g2 re del bianco · h2 pedone del bianco · c1 donna del bianco | a8 alfiere del nero · d8 torre del nero · g8 re del nero · a7 pedone del nero · c7 torre del nero · e7 donna del nero · f7 pedone del nero · g7 pedone del nero · e6 pedone del nero · h6 pedone del nero · c5 pedone del nero · c4 cavallo del bianco · a3 torre del bianco · e3 pedone del bianco · f3 pedone del bianco · g3 pedone del bianco · a2 pedone del bianco · b2 pedone del bianco · f2 torre del bianco · g2 re del bianco · h2 pedone del bianco · c1 donna del bianco | a8 alfiere del nero · d8 torre del nero · g8 re del nero · a7 pedone del nero · c7 torre del nero · e7 donna del nero · f7 pedone del nero · g7 pedone del nero · e6 pedone del nero · h6 pedone del nero · c5 pedone del nero · c4 cavallo del bianco · a3 torre del bianco · e3 pedone del bianco · f3 pedone del bianco · g3 pedone del bianco · a2 pedone del bianco · b2 pedone del bianco · f2 torre del bianco · g2 re del bianco · h2 pedone del bianco · c1 donna del bianco | a8 alfiere del nero · d8 torre del nero · g8 re del nero · a7 pedone del nero · c7 torre del nero · e7 donna del nero · f7 pedone del nero · g7 pedone del nero · e6 pedone del nero · h6 pedone del nero · c5 pedone del nero · c4 cavallo del bianco · a3 torre del bianco · e3 pedone del bianco · f3 pedone del bianco · g3 pedone del bianco · a2 pedone del bianco · b2 pedone del bianco · f2 torre del bianco · g2 re del bianco · h2 pedone del bianco · c1 donna del bianco | a8 alfiere del nero · d8 torre del nero · g8 re del nero · a7 pedone del nero · c7 torre del nero · e7 donna del nero · f7 pedone del nero · g7 pedone del nero · e6 pedone del nero · h6 pedone del nero · c5 pedone del nero · c4 cavallo del bianco · a3 torre del bianco · e3 pedone del bianco · f3 pedone del bianco · g3 pedone del bianco · a2 pedone del bianco · b2 pedone del bianco · f2 torre del bianco · g2 re del bianco · h2 pedone del bianco · c1 donna del bianco | 3 |
| 2 | a8 alfiere del nero · d8 torre del nero · g8 re del nero · a7 pedone del nero · c7 torre del nero · e7 donna del nero · f7 pedone del nero · g7 pedone del nero · e6 pedone del nero · h6 pedone del nero · c5 pedone del nero · c4 cavallo del bianco · a3 torre del bianco · e3 pedone del bianco · f3 pedone del bianco · g3 pedone del bianco · a2 pedone del bianco · b2 pedone del bianco · f2 torre del bianco · g2 re del bianco · h2 pedone del bianco · c1 donna del bianco | a8 alfiere del nero · d8 torre del nero · g8 re del nero · a7 pedone del nero · c7 torre del nero · e7 donna del nero · f7 pedone del nero · g7 pedone del nero · e6 pedone del nero · h6 pedone del nero · c5 pedone del nero · c4 cavallo del bianco · a3 torre del bianco · e3 pedone del bianco · f3 pedone del bianco · g3 pedone del bianco · a2 pedone del bianco · b2 pedone del bianco · f2 torre del bianco · g2 re del bianco · h2 pedone del bianco · c1 donna del bianco | a8 alfiere del nero · d8 torre del nero · g8 re del nero · a7 pedone del nero · c7 torre del nero · e7 donna del nero · f7 pedone del nero · g7 pedone del nero · e6 pedone del nero · h6 pedone del nero · c5 pedone del nero · c4 cavallo del bianco · a3 torre del bianco · e3 pedone del bianco · f3 pedone del bianco · g3 pedone del bianco · a2 pedone del bianco · b2 pedone del bianco · f2 torre del bianco · g2 re del bianco · h2 pedone del bianco · c1 donna del bianco | a8 alfiere del nero · d8 torre del nero · g8 re del nero · a7 pedone del nero · c7 torre del nero · e7 donna del nero · f7 pedone del nero · g7 pedone del nero · e6 pedone del nero · h6 pedone del nero · c5 pedone del nero · c4 cavallo del bianco · a3 torre del bianco · e3 pedone del bianco · f3 pedone del bianco · g3 pedone del bianco · a2 pedone del bianco · b2 pedone del bianco · f2 torre del bianco · g2 re del bianco · h2 pedone del bianco · c1 donna del bianco | a8 alfiere del nero · d8 torre del nero · g8 re del nero · a7 pedone del nero · c7 torre del nero · e7 donna del nero · f7 pedone del nero · g7 pedone del nero · e6 pedone del nero · h6 pedone del nero · c5 pedone del nero · c4 cavallo del bianco · a3 torre del bianco · e3 pedone del bianco · f3 pedone del bianco · g3 pedone del bianco · a2 pedone del bianco · b2 pedone del bianco · f2 torre del bianco · g2 re del bianco · h2 pedone del bianco · c1 donna del bianco | a8 alfiere del nero · d8 torre del nero · g8 re del nero · a7 pedone del nero · c7 torre del nero · e7 donna del nero · f7 pedone del nero · g7 pedone del nero · e6 pedone del nero · h6 pedone del nero · c5 pedone del nero · c4 cavallo del bianco · a3 torre del bianco · e3 pedone del bianco · f3 pedone del bianco · g3 pedone del bianco · a2 pedone del bianco · b2 pedone del bianco · f2 torre del bianco · g2 re del bianco · h2 pedone del bianco · c1 donna del bianco | a8 alfiere del nero · d8 torre del nero · g8 re del nero · a7 pedone del nero · c7 torre del nero · e7 donna del nero · f7 pedone del nero · g7 pedone del nero · e6 pedone del nero · h6 pedone del nero · c5 pedone del nero · c4 cavallo del bianco · a3 torre del bianco · e3 pedone del bianco · f3 pedone del bianco · g3 pedone del bianco · a2 pedone del bianco · b2 pedone del bianco · f2 torre del bianco · g2 re del bianco · h2 pedone del bianco · c1 donna del bianco | a8 alfiere del nero · d8 torre del nero · g8 re del nero · a7 pedone del nero · c7 torre del nero · e7 donna del nero · f7 pedone del nero · g7 pedone del nero · e6 pedone del nero · h6 pedone del nero · c5 pedone del nero · c4 cavallo del bianco · a3 torre del bianco · e3 pedone del bianco · f3 pedone del bianco · g3 pedone del bianco · a2 pedone del bianco · b2 pedone del bianco · f2 torre del bianco · g2 re del bianco · h2 pedone del bianco · c1 donna del bianco | 2 |
| 1 | a8 alfiere del nero · d8 torre del nero · g8 re del nero · a7 pedone del nero · c7 torre del nero · e7 donna del nero · f7 pedone del nero · g7 pedone del nero · e6 pedone del nero · h6 pedone del nero · c5 pedone del nero · c4 cavallo del bianco · a3 torre del bianco · e3 pedone del bianco · f3 pedone del bianco · g3 pedone del bianco · a2 pedone del bianco · b2 pedone del bianco · f2 torre del bianco · g2 re del bianco · h2 pedone del bianco · c1 donna del bianco | a8 alfiere del nero · d8 torre del nero · g8 re del nero · a7 pedone del nero · c7 torre del nero · e7 donna del nero · f7 pedone del nero · g7 pedone del nero · e6 pedone del nero · h6 pedone del nero · c5 pedone del nero · c4 cavallo del bianco · a3 torre del bianco · e3 pedone del bianco · f3 pedone del bianco · g3 pedone del bianco · a2 pedone del bianco · b2 pedone del bianco · f2 torre del bianco · g2 re del bianco · h2 pedone del bianco · c1 donna del bianco | a8 alfiere del nero · d8 torre del nero · g8 re del nero · a7 pedone del nero · c7 torre del nero · e7 donna del nero · f7 pedone del nero · g7 pedone del nero · e6 pedone del nero · h6 pedone del nero · c5 pedone del nero · c4 cavallo del bianco · a3 torre del bianco · e3 pedone del bianco · f3 pedone del bianco · g3 pedone del bianco · a2 pedone del bianco · b2 pedone del bianco · f2 torre del bianco · g2 re del bianco · h2 pedone del bianco · c1 donna del bianco | a8 alfiere del nero · d8 torre del nero · g8 re del nero · a7 pedone del nero · c7 torre del nero · e7 donna del nero · f7 pedone del nero · g7 pedone del nero · e6 pedone del nero · h6 pedone del nero · c5 pedone del nero · c4 cavallo del bianco · a3 torre del bianco · e3 pedone del bianco · f3 pedone del bianco · g3 pedone del bianco · a2 pedone del bianco · b2 pedone del bianco · f2 torre del bianco · g2 re del bianco · h2 pedone del bianco · c1 donna del bianco | a8 alfiere del nero · d8 torre del nero · g8 re del nero · a7 pedone del nero · c7 torre del nero · e7 donna del nero · f7 pedone del nero · g7 pedone del nero · e6 pedone del nero · h6 pedone del nero · c5 pedone del nero · c4 cavallo del bianco · a3 torre del bianco · e3 pedone del bianco · f3 pedone del bianco · g3 pedone del bianco · a2 pedone del bianco · b2 pedone del bianco · f2 torre del bianco · g2 re del bianco · h2 pedone del bianco · c1 donna del bianco | a8 alfiere del nero · d8 torre del nero · g8 re del nero · a7 pedone del nero · c7 torre del nero · e7 donna del nero · f7 pedone del nero · g7 pedone del nero · e6 pedone del nero · h6 pedone del nero · c5 pedone del nero · c4 cavallo del bianco · a3 torre del bianco · e3 pedone del bianco · f3 pedone del bianco · g3 pedone del bianco · a2 pedone del bianco · b2 pedone del bianco · f2 torre del bianco · g2 re del bianco · h2 pedone del bianco · c1 donna del bianco | a8 alfiere del nero · d8 torre del nero · g8 re del nero · a7 pedone del nero · c7 torre del nero · e7 donna del nero · f7 pedone del nero · g7 pedone del nero · e6 pedone del nero · h6 pedone del nero · c5 pedone del nero · c4 cavallo del bianco · a3 torre del bianco · e3 pedone del bianco · f3 pedone del bianco · g3 pedone del bianco · a2 pedone del bianco · b2 pedone del bianco · f2 torre del bianco · g2 re del bianco · h2 pedone del bianco · c1 donna del bianco | a8 alfiere del nero · d8 torre del nero · g8 re del nero · a7 pedone del nero · c7 torre del nero · e7 donna del nero · f7 pedone del nero · g7 pedone del nero · e6 pedone del nero · h6 pedone del nero · c5 pedone del nero · c4 cavallo del bianco · a3 torre del bianco · e3 pedone del bianco · f3 pedone del bianco · g3 pedone del bianco · a2 pedone del bianco · b2 pedone del bianco · f2 torre del bianco · g2 re del bianco · h2 pedone del bianco · c1 donna del bianco | 1 |
|   | a | b | c | d | e | f | g | h |   |

Per l'ultima partita, Anand sceglie la difesa Lasker, una delle varianti più solide del gambetto di donna rifiutato, un segno della sua volontà di accettare anche una patta. Topalov non è riuscito ad attaccare il nero, che, in cambio di un pedone debole in c5, aveva una maggiore attività dei pezzi; Anand ha poi iniziato un attacco con 29...e5, 30...f5 e 31...e4, a cui il bianco ha risposto con 31.exf5 e 32.fxe4?, esponendo il proprio re; la mossa 34...De8!, non calcolata da Topalov, ha dato al nero un netto vantaggio, concretizzatosi in un finale di donna contro torre e cavallo, nel quale la debolezza dei pedoni bianchi sul lato di donna era decisiva.
1.d4 d5 2.c4 e6 3.Cf3 Cf6 4.Cc3 Ae7 5.Ag5 h6 6.Ah4 O-O 7.e3 Ce4 8.Axe7 Dxe7 9.Tc1 c6 10.Ae2 Cxc3 11.Txc3 dxc4 12.Axc4 Cd7 13.O-O b6 14.Ad3 c5 15.Ae4 Tb8 16.Dc2 Cf6 17.dxc5 Cxe4 18.Dxe4 bxc5 19.Dc2 Ab7 20.Cd2 Tfd8 21.f3 Aa6 22.Tf2 Td7 23.g3 Tbd8 24.Rg2 Ad3 25.Dc1 Aa6 26.Ta3 Ab7 27.Cb3 Tc7 28.Ca5 Aa8 29.Cc4 e5 30.e4 f5 31.exf5 e4 32.fxe4 Dxe4+ 33.Rh3 Td4 34.Ce3 De8 35.g4 h5 36.Rh4 g5+ 37.fxg6 Dxg6 38.Df1 Txg4+ 39.Rh3 Te7 40.Tf8+ Rg7 41.Cf5+ Rh7 42.Tg3 Txg3+ 43.hxg3 Dg4+ 44.Rh2 Te2+ 45.Rg1 Tg2+ 46.Dxg2 Axg2 47.Rxg2 De2+ 48.Rh3 c4 49.a4 a5 50.Tf6 Rg8 51.Ch6+ Rg7 52.Tb6 De4 53.Rh2 Rh7 54.Td6 De5 55.Cf7 Dxb2+ 56.Rh3 Dg7 0-1